# Шведский потоп
Шве́дский пото́п, также Кровавый потоп, Шведская погибель (пол. Potop Szwedzki) — вторжение Швеции в Речь Посполитую (Королевство Польское и Великое Княжество Литовское) в 1655—1660 годах, причинившее этому государственному образованию ощутимый урон. Обусловило заключение Виленского перемирия в Русско-польской войне 1654—1667 годов и совместную борьбу враждующих сторон против грозящей гегемонии шведов. В антипольскую коалицию во главе со шведами входили Войско Запорожское, Бранденбург, Трансильвания, Молдавское княжество, Валахия и некоторые литовские магнаты. Формально конфликт закончился после перемирия в Оливе.

## Предыстория и причины конфликта
К 1655 году Речь Посполитая оказалась крайне ослабленной восстанием Хмельницкого и начавшейся войной с Россией. Швеция стремилась, овладев прибалтийской территорией Речи Посполитой, утвердить своё господство на Балтике. После отречения королевы Кристины (6 июня 1654) осенью 1654 года шведское правительство пришло к выводу, что оно не может далее пассивно наблюдать за развитием успеха русских войск в Речи Посполитой в ходе русско-польской войны, и шведское государство должно вмешаться, но вопрос о форме вмешательства оставался открытым.
В декабре 1654 года состоялось заседание шведского риксрода, где было принято решение вмешаться в происходящие события. Одновременно с целью воспрепятствования дальнейшему укреплению России члены риксрода отдавали предпочтение заключению союза с ослабленным Польско-литовским государством. По мнению шведских правящих кругов, для заключения союза польский король Ян II Казимир Ваза должен был отказаться от притязаний на Ливонию, согласиться на шведский протекторат над Курляндией и на уступки в Королевской Пруссии — это обеспечивало бы превращение Балтийского моря в «шведское озеро», что предоставляло Швеции полный контроль над торговлей в регионе.
В результате рассмотрения вопроса было принято решение о начале войны и назначено время — весна 1655 года. Положительное влияние на такое решение оказывали вести о том, что часть магнатов Речи Посполитой ищут «защиты» у иностранных правителей. В Великом княжестве Литовском часть магнатов уже к концу 1654 года вступила в переговоры со Швецией о «протекции». В выступлениях некоторых членов риксрода проявилась готовность такую «протекцию» оказать.
Однако в Речи Посполитой категорическим противником союза со Швецией оказался король Ян Казимир. В январе 1655 года под давлением сенаторов королю пришлось отправить в Швецию своего представителя, но полномочий для заключения союза король ему не предоставил. Наоборот, посланец короля выступил с требованием компенсаций Яну Казимиру за отказ от его прав на шведский трон. Позднее шведский король Карл X Густав даже написал царю Алексею Михайловичу, что польский король «ищет… только нашему королевскому величеству всякие шкоды и убытки чинить».
Одновременно Швеция не могла не обратить внимание на создавшееся положение на русско-польских фронтах. Попытки литовских гетманов вернуть занятые русскими войсками земли зимой-весной 1655 года не привели к положительному результату. В это время шведский посланник Удде Эдла доставил в Стокгольм послание от царя Алексея Михайловича, в котором указывалось, что царь отдал приказ зимовать своим войскам в Вязьме, для того, чтобы весной начать наступление на коронные города Речи Посполитой. В связи с этим, для Швеции возникала срочная необходимость, не вступая в открытое противостояние с Россией, воспрепятствовать развитию её успехов и поставить под свой контроль стратегически важные для Швеции территории.
В начале 1655 года усилилась активность разных кругов польско-литовской знати по поиску «защиты» у иностранных правителей. В 1655 году магнаты и шляхта Великой Польши обратились с просьбой о защите к бранденбургскому курфюрсту, а бранденбургский агент в Варшаве сообщал, что примас и ряд сенаторов готовы видеть курфюрста на польском троне.

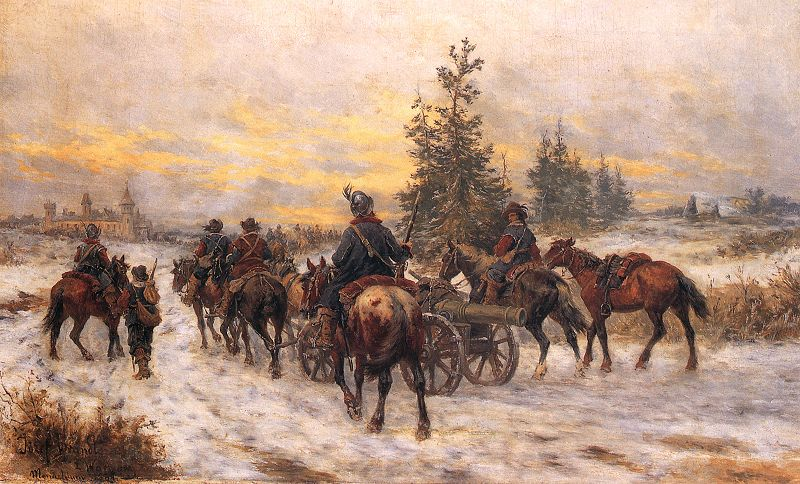
Юзеф Брандт. «Поход шведов на Кейданы». 1890-е гг.

Весной 1655 года в активные переговоры со Швецией вступил великий гетман литовский Януш Радзивилл. Во время переговоров поднимался вопрос об избрании шведского короля на трон Польши. К лету 1655 года переговоры с шведскими властями начал и виленский епископ Юрий Тышкевич. Всё это помогало создать впечатление, что серьёзной войны не будет, а обескровленная Речь Посполитая сама примет шведский протекторат.
К лету 1655 года был готов план предстоящей кампании. Удар планировалось нанести с двух сторон. На западе армия фельдмаршала Арвида Виттенберга должна была из шведской Померании начать наступление на земли Великой Польши. Другим направлением должны были стать земли Великого княжества Литовского и польской Ливонии. Первой целью на этом направлении был захват Динабурга, который был одним из главных центров польской Ливонии и контролировал пути на Ригу. Такая необходимость объяснялась выходом русских войск к Западной Двине. Для шведских интересов в регионе возникла необходимость не допустить занятия этого города русскими войсками. После взятия Динабурга предписывалось выслать войска для взятия Браслава. Новый генерал-губернатор шведской Ливонии граф Магнус Делагарди должен был занять весь север Великого княжества Литовского с городами Биржи и Ковно, особое внимание уделялось занятию Жемайтии, что обеспечивало приближение шведских границ к Восточной Пруссии. Делагарди получил права на заключение договора с гетманом Радзивиллом и должен был разместить шведские гарнизоны во всех стратегически важных пунктах.

## Ход войны

### 1655 год

#### Завоевание шведамиВеликой Польши
21 июля первая шведская армия (14 400 человек) фельдмаршала А. Виттенберга, выступившая из Щецина ещё 5 июля, пересекла польскую границу под Чаплинком и двинулась на Великопольшу. Вместе с фельдмаршалом находился бывший коронный канцлер Иероним Радзеёвский.
К тому времени польское правительство спешно собрало под Уйсцем (к северу от Познани) 17-тысячное великопольское ополчение («посполитое рушение»). Во главе польского войска находились великий подскарбий коронный Богуслав Лещинский, познанский воевода Криштоф Опалинский и воевода калишский Анджей Кароль Грудзинский.
24 июля армия А. Виттенберга захватила переправы через Нотец, полностью блокировав поляков под Уйсцем. 25 июля великопольское ополчение, попавшее в окружение и подвергшееся артиллерийскому обстрелу, капитулировало. Шведское командование вместе с бывшим канцлером обратились к собранному польским правительством посполитому рушению Великой Польши с предложением начать переговоры, что было встречено ликованием и ружейным и артиллерийским салютом. Согласно подписанному соглашению магнаты и шляхта Великой Польши признавали шведского короля своим протектором и передавали в его распоряжение все королевские владения и доходы. Воевода познанский К. Опалинский и воевода калишский А. Грудзинский вступили в секретные переговоры и заключили сепаратный договор со шведским командованием. Великопольша (Познанское и Калишское воеводства) перешла под власть шведского короля.
После капитуляции великопольское «посполитое» ополчение было распущено по домам. Шведская армия без боя открыла себе дорогу вглубь Польши. 31 июля А. Виттенберг без сопротивления занял город Познань. Польские магнаты и шляхта, недовольные правлением своего короля Яна Казимира, начали переходить на сторону шведского короля. Из Познани А. Виттенберг с первой шведской армией двинулся под Сьроду, где расположился лагерем, ожидая прибытия своего короля.

#### Боевые действия в Великом княжестве Литовском
В начале июля русские войска сосредоточились в Минске и двинулись к столице княжества Вильно. Великий гетман литовский Януш Радзивилл и виленский епископ Ежи Тышкевич срочно направили своих гонцов к шведам. 26 июля к Магнусу Делагарди прибыли посланцы от гетмана, епископа и панов рады, которые просили скорее послать войска в Биржи и Вильно.
29-30 июля через Западную Двину стали переправляться шведские войска под командованием фельдмаршала Г. Левенгаупта. 1 августа Г. Левенгаупт получил приказ занять все земли княжества, которые ещё не контролировали русские войска. Главная ставка шведов должна была разместиться в крепости Радзивиллов на границе с Курляндией, откуда шведские войска должны были выступить на Биржи и Ковно. Биржи сдались шведской армии без боя, но с выполнением другой части плана возникли проблемы: русские войска форсированным маршем захватили Вильно, 6 августа — Ковно. Суперинтендант лютеранской церкви Великого княжества Литовского Ян Казимир Малина покинул Вильно и переехал в Кёнигсберг, где издал книгу под названием «Разгром Литвы» (Excidium Lithuaniae).
Шведы сосредоточились на укреплении своих позиций на двинском пути. Отряд капитана Уленброка занял Браслав, Иказнь и Друю.

#### Завоевание Карлом X Густавом всей Польши
Отплыв из Стокгольма, Карл Х Густав вместе с войском 19 июля высадился в померанском порту Вольгаст, 10 августа двинулся к польской границе во главе второй армии (12 400 человек) и 14 августа под Тучней пересёк польскую границу. В Рогозно шведский король был встречен познанским и калишским воеводами, по просьбе которых он должен был утвердить польско-шведский договор под Уйсцем.
В Польше Карл X Густав разделил свою армию: сам король с частью армии двинулся на Конин и Коло, а генерал Густав Отто Стенбок с другой частью наступал на Уйсте и Гнезно. В Коло Карл X Густав и Г. Стенбок должны были соединиться.
17 августа сторону Швеции приняло Серадзское воеводство с воеводой Яном Конецпольским.
18 августа 1655 года король Польши Ян II Казимир с гвардией выступил из Варшавы в Ленчицу. Здесь стояло польское войско под командованием польного коронного гетмана Станислава Лянцкоронского, а в Ловиче начало собираться шляхетское ополчение из Куявии и ленчицкой земли. Под Ленчицей и Ловичем было собрано польское 10-тысячное войско.
24 августа под Конином Карл X Густав соединился с первой шведской армией А. Виттенберга. 25 августа объединённая шведская армия двинулась маршем из Конина на Коло. Здесь с Карлом Х Густавом объединился Г. Стенбок со своим корпусом. 27 августа под Коло шведская армия (25 тысяч человек) переправилась через реку Варту и 31 августа двинулась на Варшаву. 1 сентября Карл X Густав прибыл в Кутно, где узнал о том, что Ян II Казимир собрал большие силы под Пятком, и двинулся против польской армии.
2 сентября в битве под Соботой шведская армия под предводительством короля Карла Х Густава, Г. Стенбока и Магнуса Делагарди нанесла поражение польско-шляхетскому войску. В сражении отличилась польская кавалерия великого коронного хорунжего Александра Конецпольского, действовавшая на стороне шведов. Польский король Ян II Казимир с небольшими силами вынужден был отступить вглубь страны. 4 сентября шведы заняли Лович. Карл X Густав с главными силами двинулся на Варшаву, выслав в погоню за отступающим польским войском восьмитысячный шведский корпус фельдмаршала А. Виттенберга. Ян II Казимир с 12-тысячным войском оставил Варшаву и двинулся на Вольбуж.
8 сентября шведский король Карл X Густав без сопротивления вступил в Варшаву, фактическую столицу Речи Посполитой, но уже 11 сентября оставил город и продолжил своё наступление в глубь Польши. В Варшаве шведский король оставил большой гарнизон во главе с Бенедиктом Оксешерной, а под столицей остался шведский корпус Г. Стенбока. Ян II Казимир с польским войском, преследуемый шведским авангардом, отступал в Краков.

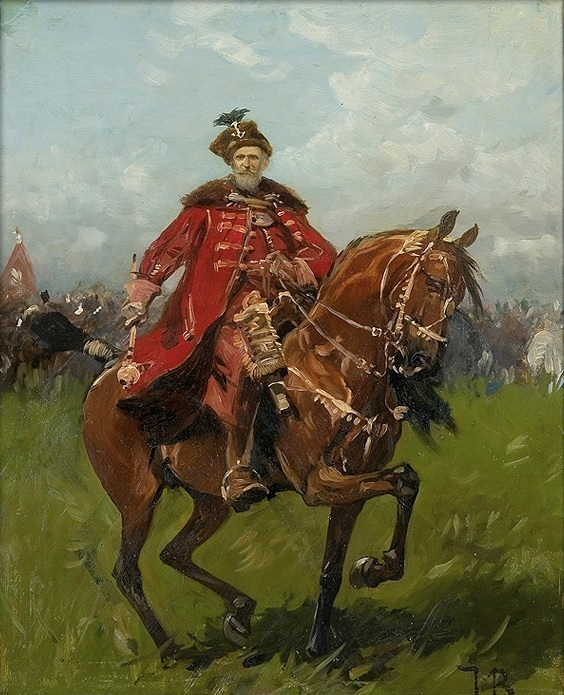
Юзеф Брандт. «Стефан Чарнецкий на коне». Около 1900 г.

9 сентября каштелян киевский Стефан Чарнецкий разгромил в бою под Иновлодзем шведский отряд (500 рейтар), входивший в состав авангарда А. Виттенберга. Шведы потеряли убитыми двести человек. В ответ А. Виттенберг захватил и разорил польские города Иновлодзь, Джевицу, Одживул, а 12 сентября после короткой осады взял Опочно. Шведский король, получив донесение о концентрации военных сил противника под Вольбужем, с главными силами двинулся вслед за А. Виттенбергом.
15 сентября Ян II Казимир с войском прибыл в Жарнув. Под его командованием было около 11 тысяч человек (6900 регулярного войска и 3−4 тысячи посполитого рушения). 16 сентября в сражении под Жарнувом шведская армия (10−11 тысяч человек) под командованием Г. Стенбока и Магнуса Делагарди наголову разгромила польское войско короля Яна II Казимира, который стал спешно отступать в Краков. В сражении поляки потеряли убитыми около тысячи человек. После поражения большая часть посполитого рушения разошлась по домам. Под Рушенице шведы разбили остатки польского ополчения. С остатками разбитого войска Ян II Казимир отступил через Влощову, Жарновец на Краков. Отступление короля прикрывал со своими отрядами польный коронный гетман Станислав Лянцкоронский.

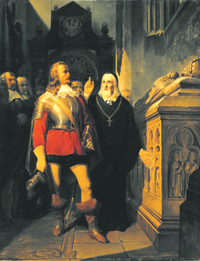
Шимон Старовольский и Карл Густав у гроба Локетека. Картина Яна Матейко

19 сентября 1655 года Ян II Казимир прибыл в Краков. 25 сентября он вместе с женой и небольшой свитой сановников выехал из Кракова в сторону границы с Австрией. Среди них были примас Польши Анджей Лещинский, епископ краковский Петр Гебицкий, епископ познанский князь Флориан Чарторыйский, епископ вармийский Вацлав Лещинский, воевода познанский Ян Лещинский, великий коронный канцлер Стефан Корыцинский и коронный подканцлер Анджей Тшебицкий. Ян II Казимир уехал через Войнич, Новый Вислич и Новый Сонч в Силезию, которая входила в состав владений Габсбургов. Перед своим отъездом король Ян II Казимир назначил каштеляна киевского Стефана Чарнецкого командиром польского гарнизона (2200 солдат и 2300 местных жителей) в Кракове.
В тот же день, 25 сентября, Краков осадила шведская армия (13−14 тысяч человек) под личным предводительством короля Карла Х Густава. Шведы полностью окружили город и стали обстреливать его из осадной артиллерии. Несмотря на значительное численное превосходство противника, С. Чарнецкий во главе небольшого гарнизона почти месяц отважно оборонялся.
29 сентября великий коронный гетман Станислав «Ревера» Потоцкий был разбит в битве под Городком объединённой русско-казацкой армией под командованием боярина Василия Шереметева и гетмана Войска Запорожского Богдана Хмельницкого. Примерно в то же время казацкое войско при поддержке русского военачальника Василия Бутурлина начало осаду Львова. 6 октября начались переговоры, которые показали различие позиций союзников. Гетман склонялся к компромиссу (соглашался на выкуп), Бутурлин настаивал на немедленной капитуляции и присяге царю Алексею Михайловичу. Требование о прекращении осады Львова казацкими войсками и их возвращения в Поднепровскую Украину поставил Карл Х Густав. Легкость полученных шведской армией побед над поляками подтолкнула шведского короля к мнению о нецелесообразности распространения власти гетмана на западноукраинские земли. Осада Львова продолжалась до начала ноября. В то время в тылу казацкой армии появились татары. Гетман, взяв с львовян контрибуцию в размере 60 тыс. злотых, пошел воевать с татарами. Через неделю казацкая и московская армии подверглись нападению крымского хана под Озёрной и Тернополем. 22 ноября было заключено перемирие с ханом, и Хмельницкий с Бутурлиным должны были бесславно возвращаться к Днепру.
Польный коронный гетман Станислав Лянцкоронский, прикрывая бегство Яна Казимира, с небольшим польским войском двинулся из Кракова под Тарнов, где объединился с хоругвями Станислава Потоцкого. Карл Густав поручил продолжать осаду Кракова А. Виттенбергу и, оставив ему восемь тысяч солдат, с главными силами двинулся против С. Лянцкоронского.
В конце сентября 1655 года шведский флот под командованием адмирала и фельдмаршала Карла Густава Врангеля вошёл в Гданьский залив. Шведский десант высадился на берегу, захватил польский город Хель и двинулся на Пуцк. Однако отряды воеводы мальборкского Якуба Вейхера и шляхетское ополчение поморских поветов отбили шведов. В это же время новая шведская армия под командованием генерала Генрика Горна вторглась из Померании в Королевскую Пруссию и захватила города Быдгощ, Члухов и Тухоля, затем двинулась на Пуцк, однако шведский десант к тому времени был уже отбит. Генрих Горн с армией двинулся на юг, чтобы соединиться с главными силами под руководством короля Карла Х Густава.

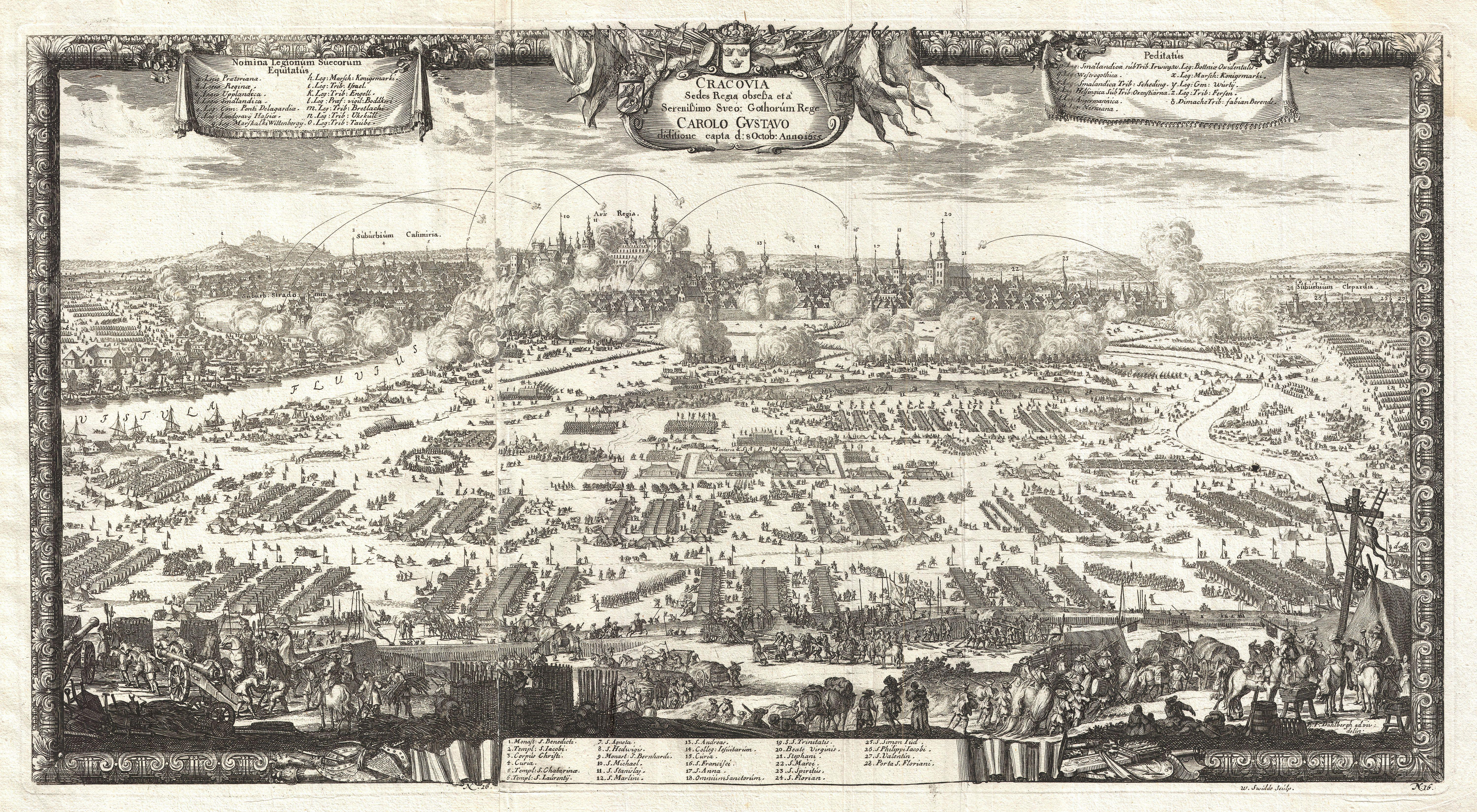
Осада Кракова (1655). Гравюра из «Истории Карла Густава» Самуэля Пуфендорфа. 1697 г.

20−30 сентября шведский корпус Г. Стенбока (8500 человек), оставленный Карлом X Густавом в районе Варшавы, разбил в боях под Новым Двором мазовецкое шляхетское ополчение под командованием воеводы плоцкого Яна Красинского (8 тысяч человек). После этого Мазовия вынуждена была подчиниться власти короля Швеции.
3 октября в битве под Войничем шведская армия (5700 человек) Карла Х Густава наголову разбила польско-шляхетское войско (6660 человек) Станислава Лянцкоронского. Сам С. Лянцкоронский едва не погиб. Остатки польского войска отступили в Тарнув, где сдались шведскому королю. На службу к королю Швеции Карлу Х Густаву добровольно перешли польские магнаты Александр Конецпольский, Дмитрий Ежи Вишневецкий и Ян Собеский вместе со своими надворными командами.
6 октября шведский король Карл Х Густав со своей армией вернулся под Краков. 17 октября Стефан Чарнецкий, заключив выгодное для поляков перемирие со шведским королём Карлом Х Густавом, капитулировал и сдал город. 19 октября С. Чарнецкий с небольшим польским отрядом (1800 человек) покинул Краков, в который вступили шведские войска. В тот же день Станислав Лянцкоронский с остатками своей дивизии присягнул на верность Швеции.
21 октября воеводства Краковское, Сандомирское, Киевское, Русское, Волынское, Любельское и Белзское признали верховную власть шведского короля. 28 октября великий коронный гетман и воевода киевский Станислав «Ревера» Потоцкий с остатками польского войска под Гродеком принёс присягу на верность королю Швеции Карлу Х Густаву.
Таким образом, в течение четырёх месяцев шведская армия под командованием шведского короля Карла Х Густава, нанеся несколько поражений польской армии, оккупировала всю территорию коренной Польши (Великую Польшу, Мазовию и Малопольшу). Шведские военные гарнизоны были размещены во всех крупных и важнейших польских городах и замках (Познань, Калиш, Гнезно, Варшава, Краков, Брест-Куявский, Ленчица, Серадз, Иновроцлав, Рава, Плоцк, Люблин, Сандомир и другие). Большинство польских магнатов и шляхты признавало власть шведского короля Карла Х Густава. Вельможи Александр Конецпольский, Ян Собеский и Дмитрий Ежи Вишневецкий вместе со своими надворными отрядами перешли на службу к шведскому королю и приняли участие в покорении отчизны. Успехи шведской армии на территории Польши определялись в капитулянтской позиции польских магнатов и части шляхты, признавших власть шведского короля Карла Х Густава.
30 октября 1655 года король Карл Х Густав с главными силами шведской армии оставил Краков и двинулся в поход на польскую Пруссию. Вместе со шведским королём выступила пятитысячная польская армия Александра Конецпольского. В Кракове Карл Х Густав поставил шведский гарнизон под командованием генерала Пауля Вирца. Шведским губернатором Малой Польши был назначен фельдмаршал Арвид Виттенберг.

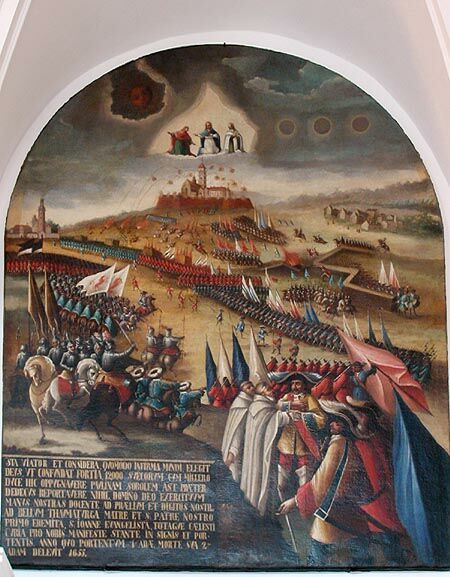
Осада Ясна Гуры шведами в 1655 году. Картина XVII века.

Осенью 1655 года шведский король Карл Х Густав с войсками выступил на Королевскую Пруссию, которая отказывалась добровольно покоряться власти Швеции. Воевода поморский Якуб Вейхер сохранил верность польскому королю Яну II Казимиру Вазе. По приказу Карла Х Густава 9-тысячная шведская армия под командованием Магнуса Делагарди двинулась из Литвы в Пруссию.
29 сентября Магнус Делагарди переправился через Неман под Велюоной и вторгся в Восточную Пруссию. Бранденбургский курфюрст и герцог Пруссии Фридрих Вильгельм I Гогенцоллерн, вассал Речи Посполитой, 12 ноября 1655 года в Рынске заключил оборонный союз с Польшей и обязался отправить на помощь польским воеводам в Пруссию четырнадцатитысячную армию.
15 ноября король Карл Х Густав со шведской армией и союзными польскими отрядами прибыл в Варшаву. Генерал Роберт Дуглас с 9-тысячным шведским войском был отправлен королём в Сандомир, чтобы принять присягу на верность от коронных войск под командованием великого коронного гетмана Станислава Потоцкого.
18 ноября трёхтысячный шведский корпус генерал-лейтенанта Бурхарда Миллера (Берхарда Мюллера) осадил Ясногорский католический монастырь в Ченстохове. Под командованием Миллера было тысяча шведов и две тысячи поляков, причём последние отказались участвовать в осаде. Ясногорский монастырь отважно защищали сто семьдесят жолнеров, двадцать шляхтичей и семьдесят монахов, которые смогли отбить все шведские приступы.
19 ноября шведский корпус Густава Стенбока, двигавшийся впереди основных сил короля Карла Х Густава, взял Червинск, затем Бродницу. 26 ноября Г. Стенбок осадил крупный польский город Торунь, который капитулировал 2 декабря. Здесь с Г. Стенбоком объединился Карл Х Густав. Между тем бранденбургские полки сосредоточились под Квыдзыном, Илавой и Пасленком, защищая рубежи Восточной Пруссии. Г. Стенбок с корпусом двинулся в Вармию и осадил крепости Грудзендз и Эльблонг.
22 декабря Эльблонг сдался шведам.

#### Усиление польского сопротивления

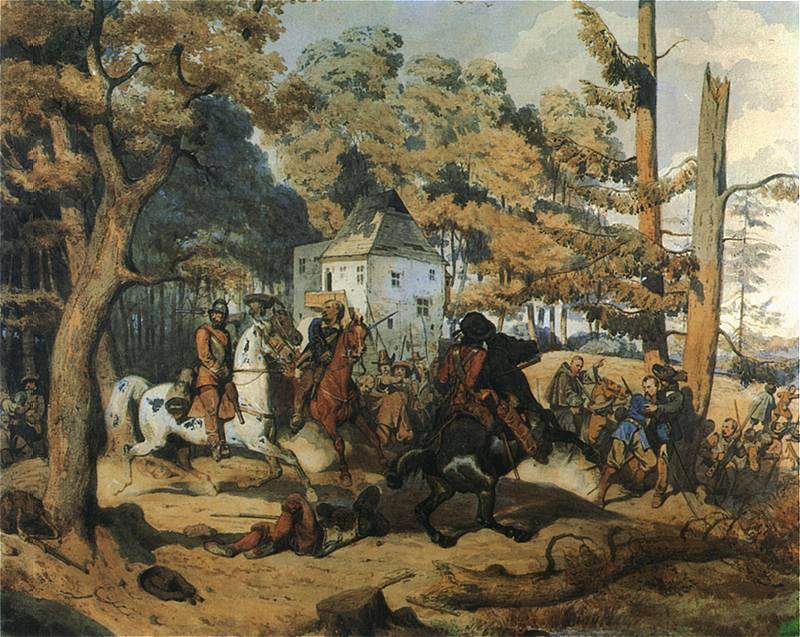
Артур Гротгер. «Стычка со шведами» (1867)

16 декабря великий коронный гетман Станислав «Ревера» Потоцкий из Сокаля призвал население подняться на всенародную борьбу против шведского владычества.
27 декабря Бурхард Миллер вынужден был снять осаду с Ченстоховы. Героическая оборона поляками Ясногорского монастыря вынудила шведов отступить и послужила примером для всей Речи Посполитой. В декабре в Краковском Подгорье вспыхнуло крестьянское восстание против гнета шведских оккупантов, которое вскоре распространилось на всю Малую Польшу. Ещё в конце сентября партизанские отряды польских холопов сражались со шведами под Мысленицей на Краковщине. 7 декабря 1655 года в Подгорье повстанческие отряды под руководством Габриэля Войниловича разбили шведский отряд в бою под Кросно. 13 декабря польские повстанцы взяли город Новый Сонч, выбив оттуда шведов. Другие шведские отряды были разбиты под Живецем. Партизаны выбили шведов из замков Ланцкороны и Пилицы.
Первым организатором восстания в Краковском воеводстве стал староста новокорцинский Франтишек Дембицкий. После взятия Велички и Вишница повстанческий отряд Франтишека Дембицкого двинулся на Краков, но был из-за неосторожности наголову разбит шведским гарнизоном Пауля Вирца. Шведские отряды были изгнаны из Бялы и Освенцима.
В Великой Польше также началась партизанская борьба против шведских оккупантов. 4 октября 1655 года староста бабиморский Криштоф Жегоцкий вместе с отрядом горожан разбил небольшой шведский гарнизон и отбил город Косьцян под Познанью. Вскоре в Великопольшу вступил воевода подляшский Ян Петр Опалинский, который возглавил вооружённую борьбу против шведских захватчиков.
29 декабря в Тышковцах великий коронный гетман Станислав Потоцкий и польный коронный гетман Станислав Лянцкоронский организовали шляхетскую конфедерацию против шведского короля.
31 декабря Тышковецкая конфедерация выпустила по всей Польше универсал о начале вооружённой борьбы против шведского господства. Польские конфедераты неоднократно отправляли своих гонцов в Силезию, призывая изгнанного короля Яна Казимира вернуться на свою родину, чтобы возглавить борьбу против шведских захватчиков.

### 1656 год

#### Вступление Бранденбурга в войну на стороне Швеции
В январе 1656 года шведский король Карл Х Густав, получив сообщения о возвращении на родину Яна Казимира Вазы и начале восстания в Малопольше, во главе семитысячной шведской армии двинулся из Пруссии в свой второй поход на Польшу. 3 января сдались польские города Тчев, Гнев и Старгард. Почти все польские замки в Королевской Пруссии добровольно признали верховную власть шведского короля. Продолжали держаться только Гданьск, Пак и Мальборк. Курфюрст бранденбургский Фридрих Вильгельм, вассал Речи Посполитой, собрав свою армию и объединившись с отрядами польских воеводств Пруссии, во главе 15-тысячного союзного войска встретил шведско-польские войска на границах Речи Посполитой и Пруссии. В шведском нападении на Пруссию принимали участие польские хоругви Александра Конецпольского, Дмитрия Ежи Вишневецкого и Яна Собеского. Курфюрст бранденбургский Фридрих Вильгельм потерпел поражение и вынужден был начать мирные переговоры со шведским королём Карлом Х. Три шведские армии вторглись в Пруссию и подошли к окрестностям Кёнигсберга.
17 января в Кёнигсберге шведский король Карл Х Густав и бранденбургский маркграф Фридрих Вильгельм заключили друг с другом военно-политический союз, по условию которого Пруссия признала над собой верховную власть Швеции и должна была участвовать в войне против Речи Посполитой. Прусский герцог и бранденбургский курфюрст Фридрих Вильгельм обязался предоставить своему сюзерену, королю Швеции Карлу Х Густаву, вспомогательный бранденбургский корпус (1500 человек). После подписания трактата в Кёнигсберге Карл Х Густав прервал осаду Гданьска и двинулся на юг, чтобы подавить народное восстание в Малопольше в самом зародыше. В польской Пруссии был оставлен корпус генерала Г. Стенбока, который продолжал осаждать Мариенбург (Мальборк). Шведская армия сосредоточилась в Ловиче, откуда двинулась в глубь Польши.
30 января вторая шведская армия под руководством Магнуса Делагарди выступила из Пруссии в Жемайтию.

#### Действия новой польской армии

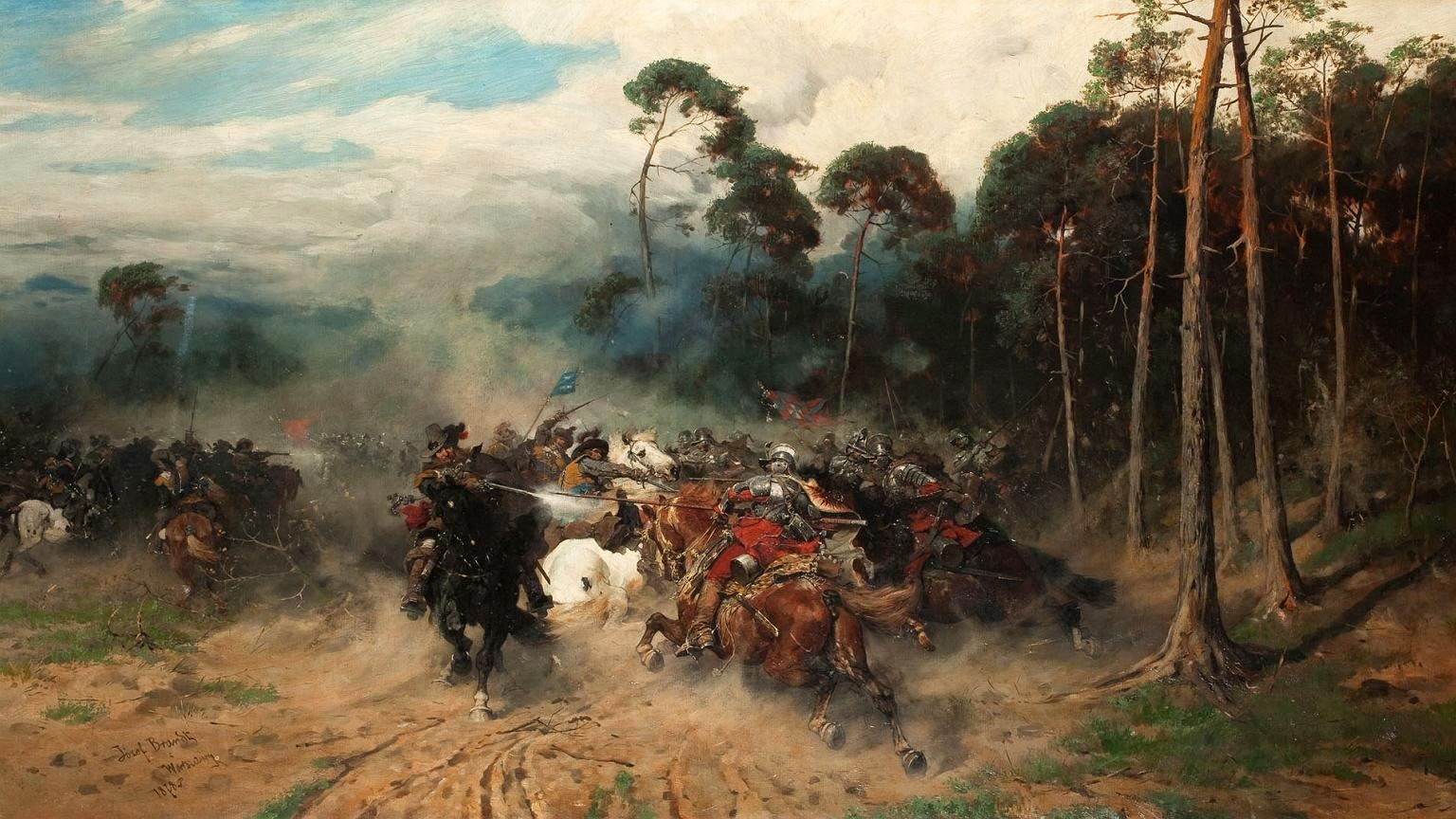
Юзеф Брандт. «Стычка со шведами», 1878 г.

В это время польский король Ян II Казимир зимой 1656 года вернулся из австрийской Силезии в Польшу. 1 января он прибыл в Любомль, 15-16 января находился в Ланьцуте, а 10 февраля прибыл во Львов. Львов стал центром формирования и концентрации польско-шляхетского войска. На сторону Яна Казимира перешли со своими военными отрядами великий коронный гетман Станислав Потоцкий, польный коронный гетман Станислав Лянцкоронский, великий коронный маршал Ежи Себастьян Любомирский и другие польские магнаты и воеводы. Под Львовом начали собираться шляхетские ополчения Любельского, Белзского и Волынского воеводств. Ян Казимир Ваза назначил прославленного полководца Стефана Чарнецкого главнокомандующим польской армии. Из-под Львова в краковское и сандомирское воеводства были отправлены военные отряды под предводительством Стефана Чарнецкого и Габриэля Войниловича, чтобы поднимать шляхту и простое население на восстание против иноземных захватчиков. В Малой Польше польские повстанцы стали разбивать и уничтожать небольшие отряды шведских драгун. На военном совете в Кросно и Ланцуте польский король Ян Казимир постановил собирать польские войска под Львовом.
17 января Ян Казимир Ваза приказал воеводе витебскому Павлу Яну Сапеге, стоявшему с литовским войском в Бресте, прибыть в Сандомир, чтобы соединиться с польской армией. В Краковское воеводство отправлен был полковник Габриэль Войнилович с двумя полками, который разбил несколько мелких отрядов шведов и освободил город Визниж, а в конце января подошёл к Кракову.
1 февраля С. Чарнецкий с отрядом конницы и драгун (2500 человек) переправился через Вислу и отправился в Сандомирское воеводство, чтобы поднимать местную шляхту и население на борьбу против шведских оккупантов. При появлении дивизии С. Чарнецкого сандомирская шляхта создала конфедерацию и объявила о сборе посполитого рушения.
19 февраля 1656 года в битве под Голомбом шведская армия (7500-8000 шведской кавалерии и 3000 польских войск) под командованием Карла Х Густава разбила польскую дивизию (2640 человек) С. Чарнецкого. Поляки потеряли убитыми около 180 человек, шведы — 100−200 человек. После поражения С. Чарнецкий отступил на Консковолю и Куров.
Густав Стенбок занял 24 февраля город Мариенбург (Мальборк), но в руках польского гарнизона пока ещё оставался городской замок.
21 февраля 1656 года Карл Х Густав захватил Люблин и оставил в нём шведский гарнизон. Из Люблина Карл Х Густав во главе шведской армии выступил на Замостье, требуя его капитуляции. Великий коронный подчаший и староста калушский Ян Замойский, владелец Замостья, наотрез отказался сдаваться шведской армии. 25 февраля шведская кавалерия под руководством генерала Роберта Дугласа подошла под Замостье, а 27 февраля туда прибыл сам король Карл Х Густав вместе с главными силами. Карл Х Густав не хотел тратить время на осаду хорошо укреплённой крепости и продолжил марш на Львов. 1 марта шведский король снял осаду с Замостья и двинулся против польского короля. Идя от Замостья на Томашов, шведы разоряли и жгли владения Яна Замойского.
На службе у шведского короля находились польские войска (3 тысячи человек) под командованием Александра Конецпольского, Дмитрия Ежи Вишневецкого и Яна Собеского, находившиеся в Мазовии. Однако в ночь с 23 на 24 февраля все польские хоругви сложили с себя присягу шведскому королю и перешли на сторону польского короля. Трёхтысячное польско-шляхетское войско под командованием великого коронного хорунжего Александра Конецпольского, разбивая шведские отряды, двинулось из Мазовии на Львов, где присоединилось к Яну Казимиру. 6 марта во Львов также прибыл каштелян киевский Стефан Чарнецкий с шеститысячной дивизией. Во Львове также собиралось польско-шляхетское ополчение. Великий коронный маршал Ежи Себастьян Любомирский собрал под Ланцутом большие силы, которые состояли, в основном, из польских крестьян, обещая им награду и освобождение от крепостничества.
В начале марта в Львов прибыл передовой литовский корпус (2000−2500 человек) под командованием польного писаря литовского князя Александра Полубинского, отправленный Павлом Сапегой. Сам великий гетман литовский и воевода виленский Павел Сапега с литовским войском (6−8 тысяч человек) двигался маршем через Подляшье на помощь польским войскам. В первой половине марта 1656 года под Львовом уже было собрано 22−24-тысячное польское войско, состоящее из шляхетского ополчения и добровольцев. По приказу короля Яна II Казимира С. Чарнецкий с шеститысячной дивизией выступил навстречу шведской армии и начал тревожить противника, совершая внезапные и дерзкие нападения на отдельные шведские отряды.
Но ещё 3 марта под Бельжецем шведский король Карл Х Густав изменил свой план и вместо Львова двинулся на Ярослав. Вскоре он получил сведения о том, что польский король смог собрать под своим командованием 22—24 тысячи человек, а Великий гетман литовский и воевода виленский Павел Сапега во главе литовского войска двигался на Львов на помощь польско-шляхетской армии. Тогда Карл Х Густав отвёл шведскую армию за реку Сан и 11 марта занял Ярослав, разбив польские хоругви Ежи Себастьяна Любомирского, которые обороняли переправу через Сан.
Шведский король дважды пытался захватить соседний Перемышль, но был разбит. 15 марта в битве под Ярославом польские полки С. Чарнецкого нанесли серьёзный урон шведской армии.
В тот же день, 15 марта шляхта в Познанском и Калишском воеводствах создала свою конфедерацию для борьбы против шведов.
19 марта под Ланцутом Стефан Чарнецкий и великий коронный маршал Ежи Себастьян Любомирский объединили свои дивизии и решили блокировать шведскую армию под Ярославом. 22 марта Карл Х Густав со своей армией вдоль рек Сана и Вислы выступил маршем на Варшаву. Ян II Казимир выслал в погоню за шведской армией польские полки С. Чарнецкого и А. Конецпольского. Ежи Себастьян Любомирский со своей дивизией двинулся под Сандомир, чтобы выбить оттуда шведский гарнизон. 28 марта в бою под Ниском С. Чарнецкий нанёс немалый урон шведской армии, а 29 марта великий литовский гетман Павел Сапега с литовским войском расположился на реке Сан.
30 марта шведский король с армией дошёл до Вислы и попытался переправиться на левый берег под Сандомиром, но город был уже взят полками под командованием Ежи-Себастьяна Любомирского. Однако сандомирский замок оставался в руках шведского гарнизона. Тогда шведы построили укреплённый лагерь под городом. Вскоре пятитысячная шведская армия была окружена объединёнными польско-литовскими войсками под предводительством короля Речи Посполитой (около 23 тысяч человек). Тогда же, 30 марта, последние остатки польских войск под руководством польного коронного писаря Яна Сапеги, состоявшие на шведской службе, перешли на сторону Яна Казимира и присоединились к дивизии С. Чарнецкого. Шведский король, окружённый польско-литовской армией, отправил приказ своим военачальникам, приказав им со свежими силами прибыть к нему на помощь.
27 марта из Варшавы на помощь Карлу Х Густаву под Сандомир выступил трёхтысячный шведский корпус генерал-лейтенанта маркграфа Фридриха Баденского. Ян Казимир выслал против Фридриха Баденского шеститысячную дивизию под командованием С. Чарнецкого и Е. С. Любомирского.
5 апреля 1656 года Карл Х Густав, получив данные об отступлении польских дивизий С. Чарнецкого и Е. С. Любомирского, переправился через реку Сан, разгромил литовские хоругви и вырвался из окружения под Сандомиром и уже 13 апреля вошёл в Варшаву. Великий гетман литовский Павел Сапега с литовским войском отошёл на Люблин, который занял 20 апреля, освободив от шведов.
Тем временем 6 апреля под Козенице польская дивизия С. Чарнецкого внезапно напала на арьергард корпуса Фридриха Баденского (300 человек) и разгромила его. В бою было убито 240 и ранено 32 шведа. 7 апреля 1656 года в бою под Варкой 6-тысячная польская армия под командованием С. Чарнецкого и Е. С. Любомирского наголову разбила уже главные силы Фридриха Баденского. Сам баденский маркграф бежал в Черск, а остатки шведского корпуса укрылись в Варшаве. В битве под Варкой шведы потеряли около 1500 человек убитыми и ранеными, а поляки — около 100 убитыми и 100 ранеными. 9 апреля двенадцатитысячное польское войско под предводительством С. Чарнецкого и Е. С. Любомирского двинулось в поход на Великопольшу. 12 апреля под Ловичем поляки разбили полк шведов, который охранял обозы для варшавского гарнизона. Шведы отступили в Лович. 17 апреля поляки осадили Торунь, но не смогли взять его штурмом. Несколько дней позднее были взяты польские крепости Быдгощ и Накло.
В Великопольше и Куявии началось народное восстание против шведских оккупантов. В Великую Польшу вступил воевода подляшский Петр Опалинский, который, возглавив великопольское ополчение, стал истреблять небольшие шведские гарнизоны. 22 апреля великопольское ополчение под руководством воеводы подляшского Петра Опалинского взяло Лешно и осадило Косьцян.
17 апреля Карл Х Густав с десятитысячной армией маршем двинулся из Варшавы в Королевскую Пруссию. Часть армии во главе с младшим братом Адольфом Иоганном шведский король направил против польского войска в Великой Польше, а сам во главе 2-тысячного корпуса двинулся на Королевскую Пруссию и 28 апреля объединился в Торуни с корпусом Густава Стенбока, чтобы совместно осадить и попытаться захватить крупнейший польский город-порт Гданьск.
С. Чарнецкий и Е. С. Любомирский, объединив свои дивизии под Пилой (10-12 тысяч конницы и 4-5 тысяч шляхты), 4 мая двинулись на Великопольшу. 7 мая в битве у Клецко, под Гнезно, шведская армия (5 тысяч кавалерии и 1000 пехоты) под командованием принца Адольфа Иоганна, разбила это польское войско. В сражении поляки потеряли убитыми тысячу человек, а шведы — около пятисот человек. В это время серадзская шляхта заняла города Болеславец и Серадз. После своего поражения под Клецко С. Чарнецкий и Е. С. Любомирский стали лагерем в Унеюве, под Ленчицей.
20 мая Стефан Чарнецкий со своей дивизией двинулся из лагеря в Унеюве на Быдгощ, а Ежи Себастьян Любомирский вместе со шляхетским ополчением вскоре отправился на Лович. Не имея пушек, Е. С. Любомирский не стал осаждать Ленчицу. Около Накло С. Чарнецкий соединился со шляхетскими отрядами воеводы мальборкского Якуба Вейхера. Польское войско заняло позиции под Ксыней. В это время принц Адольф Иоганн отбил у поляков город Быдгощ.
Карл Х Густав, узнав о приближении С. Чарнецкого, прекратил осаду Гданьска и двинулся против польского войска. 31 мая шведский король с войском прибыл в Быдгощ, где соединился со своим младшим братом Адольфом Иоганном. 1 июня 1656 года в сражении под Ксыней шведская армия под командованием короля Карла Х Густава разгромила дивизию С. Чарнецкого. После победы под Ксыней Карл Х Густав двинулся на Варшаву, где концентрировались главные силы польского короля Яна II Казимира. 7 июня по приказу короля Карла Х Густава его брат Адольф Иоганн и фельдмаршал Карл Густав Врангель с частью войска двинулись из Торуня на Новый Двор, чтобы занять переправы через реки Нарев и Вислу. Тогда же Карл Х Густав отправил генерала Роберта Дугласа в Пултуск, чтобы усилить местный шведский гарнизон.

#### Перемирие с Россией
Вторжение Швеции в Польшу заставило Россию и Речь Посполитую заключить Виленское перемирие. Однако ещё ранее, 17 мая 1656 года Алексей Михайлович объявил Швеции войну, поскольку претендовал на польские прибалтийские провинции, уже захваченные в то время шведами, плюс ко всему Карл X Густав не стал договариваться с Россией о совместных боевых действиях.
В августе 1656 года русские войска во главе с царём взяли Динабург (ныне Даугавпилс) и Кокенгаузен (Кокнесе) и начали осаду Риги, однако взять её не смогли. Занятый Динабург был переименован в Борисоглебск и продолжал так называться до ухода русской армии в 1667 году. В октябре 1656 года была снята осада Риги и взят город Дерпт (Юрьев, Тарту). Другим русским отрядом взят Ниеншанц (Канцы) и блокирован Нотебург (ныне Шлиссельбург).
Война Москвы со Швецией велась с переменным успехом, а возобновление Польшей военных действий в июне 1658 года заставило подписать перемирие сроком на три года, по которому Россия удержала часть завоёванной Ливонии (с Дерптом и Мариенбургом).

#### Осада Варшавы поляками

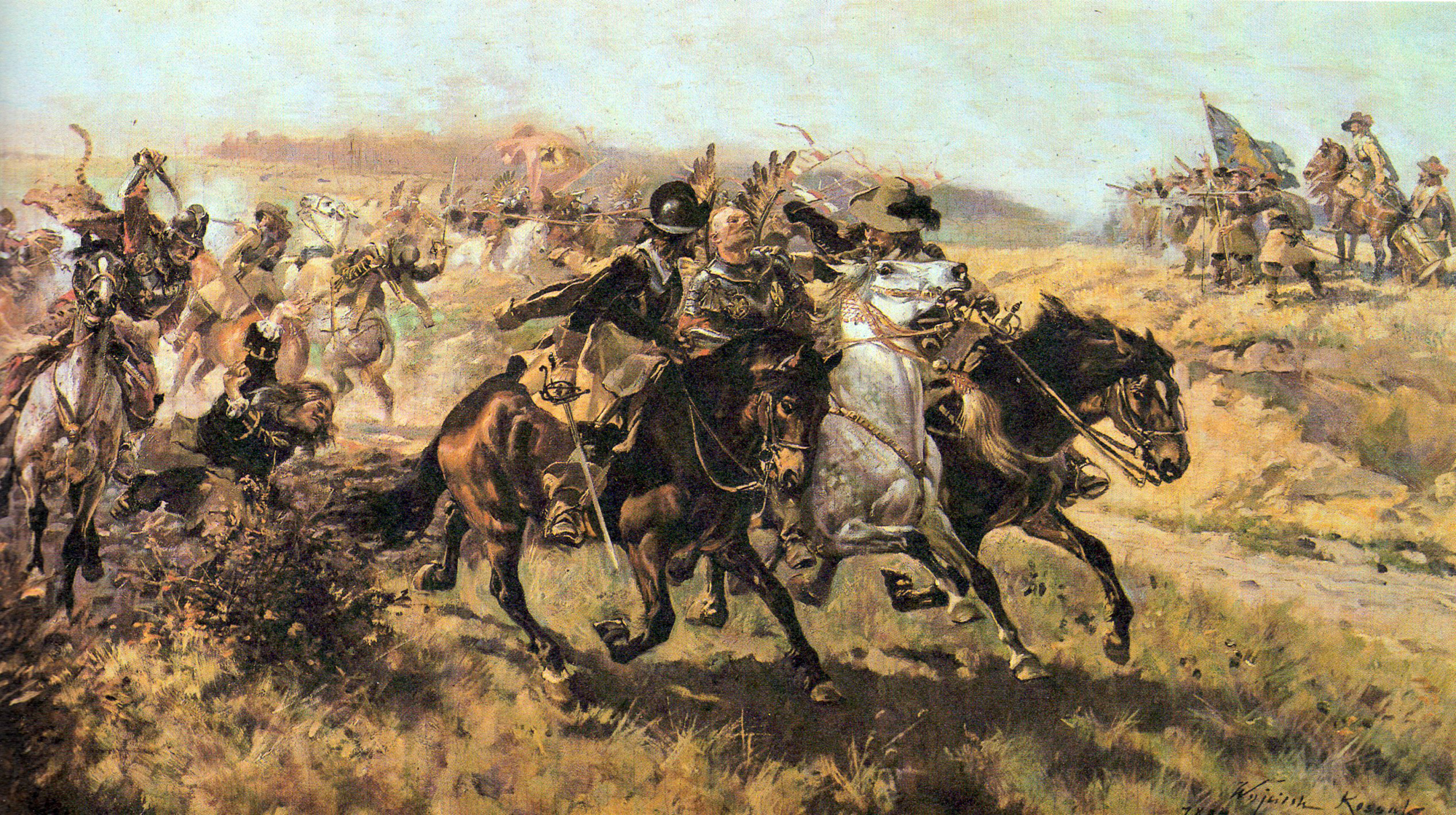
Войцех Коссак. «Пленение шведами раненого гусара», 1894 г.

Ещё в конце апреля 1656 года литовские полки под предводительством великого гетмана литовского и воеводы виленского Павла Сапеги осадили Варшаву, в которой находился небольшой шведский гарнизон под командованием фельдмаршала Арвида Виттенберга (2484 человека = 1275 пехоты и 1209 кавалерии). В середине мая под Варшаву из Львова прибыла коронная пехота и артиллерия. 30 мая под Варшаву подошёл король Ян II Казимир с дивизией коронных гетманов Станислава Потоцкого и Станислава Лянцкоронского. Польско-литовские войска полностью окружили Варшаву. Под Варшавой было собрано около двадцати восьми тысяч коронной армии и восемнадцать тысяч посполитого рушения.
В ночь с 6 на 7 июня польско-литовские войска подошли к стенам столицы и уже утром начали сильный артиллерийский обстрел. Артиллерийская подготовка длилась с 7 до 8 июня. 8 июня польские войска (10 тысяч добровольцев) предприняли первый генеральный штурм, который шведский гарнизон с трудом отбил. 9 июня к Варшаве прибыл С. Чарнецкий со своей дивизией.
27 июня в польский лагерь под Варшавой была доставлена тяжёлая артиллерия из Замостья и Львова. 28 июня состоялся второй генеральный штурм польской столицы. В ходе ожесточённых уличных боёв польские добровольцы ворвались в Варшаву, но были вторично отбиты шведами.
Уже 29 июня А. Виттенберг, видя безвыходность своего положения, решил выиграть время и обратился с просьбой к польскому королю Яну-Казимиру Вазе, прося его разрешить связаться со шведским королём. Эта просьба была категорически отвергнута. Ян II Казимир требовал безоговорочной капитуляции шведского гарнизона. Поляки продолжали артиллерийский обстрел. В ночь с 29 на 30 июня польское командование начало третий генеральный штурм столицы. Утром 30 июня А. Виттенберг отправил гонца с письмом к польскому королю Яну II Казимиру, прося его прекратить наступление и дать два часа для начала мирных переговоров.
Однако польско-шведские переговоры завершились безрезультатно. А. Виттенберг отказался капитулировать и пытался тянуть время, ожидая помощи от Карла Х Густава. В ответ польское командование возобновило артиллерийский обстрел. 1 июля Ян II Казимир организовал четвёртый генеральный штурм. Поляки ворвались в город 1 июля 1656 года, шведский гарнизон в Варшаве вынужден был сдаться.
Несмотря на капитуляцию, Арвид Виттенберг и другие шведские военные по распоряжению польского короля Яна-Казимира были взяты под стражу и отправлены в крепость Замостье. Среди пленных были генерал-майор Бенедикт (Бенгт) Оксеншерна, генерал-майор Иоганн Мориц Врангель, варшавский комендант Адам Вейхер, полковники Джордж Форгелль и Людвиг Левенгаупт. 2 июля серадзское шляхетское ополчение вынудило к сдаче окружённый шведский гарнизон в Пиотркове[уточнить].

#### Битва под Варшавой

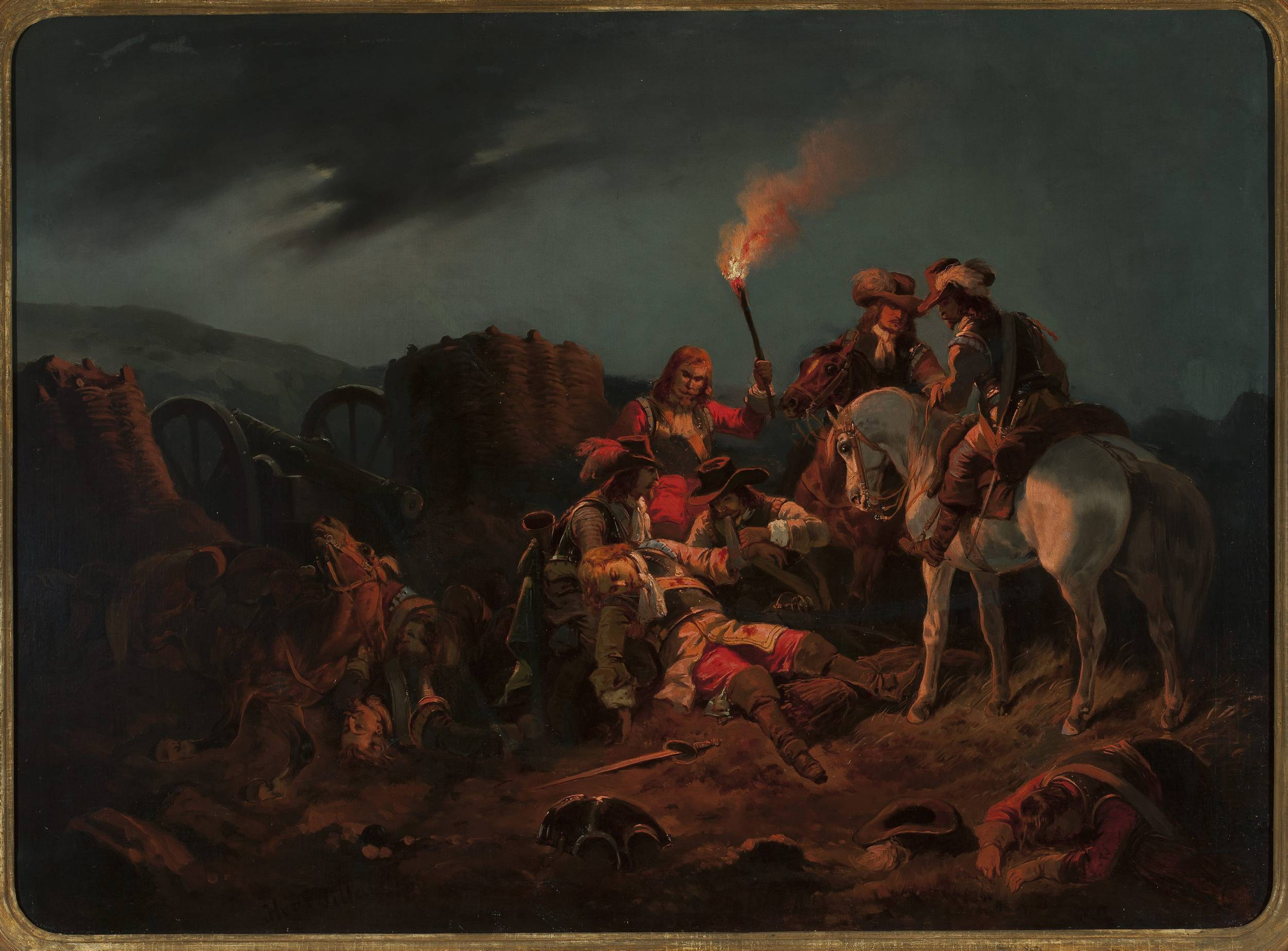
Хенрик Пиллати. «После сражения»

Шведский король Карл Х Густав вступил в переговоры с бранденбургским курфюрстом Фридрихом Вильгельмом, князем Трансильвании Дьёрдем II Ракоци и запорожским гетманом Богданом Хмельницким против Речи Посполитой. 25 июня 1656 года в Мальборке между шведским королём Карлом Х Густавом и Фридрихом Вильгельмом, герцогом прусским и курфюрстом бранденбургским, был заключён военный альянс против Речи Посполитой. Карл Х Густав передал в наследственное владение курфюрсту бранденбургскому Фридриху Вильгельму Познанское, Калишское, Серадзское и Ленчицкое воеводства, Вармию и Велюнскую землю. Бранденбургские гарнизоны были введены в эти воеводства, а шведские гарнизоны их покинули.
Шведский король Карл Х Густав с 4-тысячным шведским войском прибыл в Пасленк, где встретился с курфюрстом бранденбургским и герцогом прусским Фридрихом Вильгельмом, обсуждая планы общей военной кампании против Речи Посполитой. Из Пасленка король Карл Х Густав прибыл в Бродницу, откуда 4 июля двинулся в Брыньск, где получил сообщение о капитуляции Варшавы. 8 июля король Швеции вступил в Новый Двор, где соединился с корпусом младшего брата Адольфа Иоганна. Теперь под командованием шведского короля была собрана 10-тысячная армия.
10 июля курфюрст бранденбургский Фридрих Вильгельм со своей армией двинулся из Кёнигсберга на соединение со шведским королём Карлом Х Густавом. 19 июля Фридрих Вильгельм прибыл в шведский полевой лагерь под Новым Двором. 27 июля 1656 года в Модлине шведский король Карл Х Густав и бранденбургский курфюрст Фридрих Вильгельм объединили свои военные силы для совместного похода в Польшу.
В конце июля объединённая шведско-бранденбургская армия (18 тысяч человек) под командованием Карла Х Густава и Фридриха Вильгельма двинулась из Пруссии под Варшаву. Шведов было 9500 человек, а пруссаков — 8500 человек. Польский король Ян II Казимир смог собрать под столицей большое польско-литовское войско (около 37−40 тысяч человек).
28-30 июля 1656 года в трёхдневном сражении под Варшавой восемнадцатитысячная шведско-бранденбургская армия разгромила польско-литовские войска. В этой битве союзники (шведы и бранденбуржцы) имели около 7500 шведской кавалерии и драгун, 3000 шведской пехоты, 5000 немецкой кавалерии и драгун, 3500 немецкой пехоты и 47 пушек. Польско-литовская армия насчитывала около 20 тысяч кавалерии и драгун, 4 тысяч пехоты, 2 тысячи татар и 10 тысяч посполитого рушения. В трёхдневной битве под столицей поляки и литовцы потеряли убитыми две тысячи человек, а шведы и бранденбуржцы — одну тысячу человек. 29 июля во время атаки литовской конницы на шведские позиции сам Карл Х Густав был ранен литовским гусаром Якубом Ковалевским.
30 июля на военном совете в Варшаве польско-литовские военачальники приняли решение об отступлении из столицы. Ян Казимир с пехотой, небольшой частью конницы и шляхетским ополчением переправился на левый берег реки Вислы и начал отступать на Люблин, где стал собирать войска для дальнейшей борьбы. 3 августа шведский король Карл Х Густав и бранденбургский курфюрст Фридрих Вильгельм во главе объединённой армии заняли Варшаву. Однако Фридрих Вильгельм отказался участвовать в продолжении кампании шведского короля против Речи Посполитой. Тогда Карл Х Густав предложил Яну II Казимиру заключить мирный договор, но польский король наотрез отказался. Союзники разорили польскую столицу. 26 августа Карл Х Густав и Фридрих Вильгельм покинули Варшаву. Из Варшавы они двинулись на Пруссию. В столице был оставлен шведский гарнизон.
Польский король Ян Казимир организовал в Люблине военный совет, на котором было принято решение отправить дивизию Стефана Чарнецкого преследовать отступающую шведско-бранденбургскую армию. Великий коронный маршал Ежи Себастьян Любомирский со своей дивизией был отправлен из Люблина на Краков, где находился большой шведский гарнизон (3500 человек). Литовская дивизия с частью коронных сил и двухтысячным татарским отрядом под предводительством польного литовского гетмана Винцентия Гонсевского была отправлена на Восточную Пруссию, чтобы заставить Фридриха Вильгельма отказаться от поддержки шведского короля. Сам польский король с главными силами польской армии должен был наступать на польскую Пруссию.
20 августа Стефан Чарнецкий со своей дивизией пересёк реку Вислу под Казимиржем и двинулся на север, преследуя шведско-бранденбургскую армию. 24-25 августа он разбил шведские отряды под Равой Мазовецкой и Ловичем. 25 августа главные силы шведско-бранденбургской армии, стоявшие под Ловичем, стали отступать в Королевскую Пруссию. Шведский король Карл Х Густав со своей армией двинулся под Гданьск, а бранденбургский курфюрст Фридрих Вильгельм с войском выступил в Кёнигсберг. 1 сентября шведский гарнизон оставил Варшаву.
После отступления шведско-бранденбургской армии из-под Варшавы великопольское ополчение под руководством воеводы подляшского Петра Опалинского разбило в битве под Сремом шведские отряды под командованием графа Врешовича и отбило город Калиш. Польское командование решило заставить курфюрста Бранденбурга отказаться от военного союза со Швецией. В начале октября 1656 года 10-тысячный литовский корпус при поддержке двух тысяч татар под начальством Винцентия Гонсевского двинулся в наступление на Восточную Пруссию.
8 октября в бою под Простками двенадцатитысячный литовско-татарский корпус Винцентия Гонсевского наголову разбил прусско-шведское войско (3500 рейтар и драгун, 800 кавалерии Радзивилла, 3 тысячи пехоты) под руководством генерала Георга Фридриха Вальдека и князя Богуслава Радзивилла. В бою пруссаки и шведы потеряли убитыми 5500 человек, а литовцы — 2000−2500 человек. Богуслав Радзивилл был взят татарами в плен. После победы литовские и татарские отряды вторглись в Пруссию и стали её опустошать. Шведский король отправил на помощь своему союзнику Фридриху Вильгельму Бранденбургскому генерала Г. Стенбока со шведским корпусом.
22 октября в битве при Филипуве девятитысячная союзная армия под командованием Г. Стенбока и князя Георга Фридриха Вальдека разбили литовско-татарский корпус В. Гонсевского (8500 человек). После поражения В. Гонсевский с литовской дивизией двинулся из Пруссии в Подляшье, по пути разгромив шведский полк. Курфюрст бранденбургский и герцог Пруссии Фридрих Вильгельм предложил В. Гонсевскому прекратить военные действия и заключить перемирие. 8 ноября 1656 года Фридрих Вильгельм и Винцентий Гонсевский встретились в Вержболаве, где заключили перемирие.
В ноябре 1656 года великопольское посполитое рушение под руководством воеводы подляшского Петра Опалинского вторглось в Бранденбург и разорило Новую Марку. Бранденбургский курфюрст Фридрих Вильгельм вынужден был согласиться на заключение мира.
12 декабря с разрешения польского короля Яна Казимира воевода подляшский П. Опалинский в Суленцине заключил перемирие с представителями бранденбургского курфюрста. Фридрих Вильгельм Бранденбургский обязался отказаться от военного союза со шведским королём и согласился вывести свои гарнизоны из большинства польских городов. Бранденбургские гарнизоны остались лишь в Познани, Косьцяне и Курнике.
В конце сентября 1656 года Ян II Казимир с 20-тысячным шляхетским войском расположился под Иновлодзем. 4 октября польская армия захватила Ленчицу, которую защищал тысячный шведско-бранденбургский гарнизон. Из Ленчицы Ян Казимир с армией двинулся на Поморье, освободив по дороге города Быдгощ и Хойницу. 12 октября коронные войска под командованием польского короля подошли к Гданьску. Ян II Казимир планировал наступление на Тчев и Грудзенск, но польские жолнеры отказались продолжать борьбу, подняли бунт из-за невыплаты жалованья и стали разорять окрестности Гданьска. Шляхетское ополчение отступило на зимовку в Великопольшу. Польский король Ян Казимир остался в Гданьске с одной пехотой.
В конце 1656 года на территории Речи Посполитой в руках шведов оставались часть Королевской Пруссии и Северной Мазовии, Тыкоцин и Райгрод в Подляшье, Познань, Косьцян и Курник в Великопольше, Лович и Краков.
20 ноября 1656 года шведский король Карл Х Густав заключил новый союзный договор с бранденбургским курфюрстом и герцогом Пруссии Фридрихом Вильгельмом, признав его сюзеренные права на Восточную Пруссию.
В конце 1656 года польский король Ян Казимир, оставшийся с пехотой в Гданьске, оказался отрезанным от остальной Польши. В это время Карл Х Густав со своей армией находился в Мальборке. Польская королева Людвика-Мария Гонзага, супруга Яна Казимира Вазы, решила воссоединиться со своим мужем в Гданьске. Карл Х Густав задумал захватить в плен польскую королеву во время поездки в Гданьск. Королева обратилась за помощью к Стефану Чарнецкому, который со своей дивизией двинулся из Пиотркова. С. Чарнецкий прибыл в Вольбуж, где встретился с королевой Людвикой-Марией и стал сопровождать её. В Хойнице С. Чарнецкий объединился с дивизией великого коронного гетмана Станислава «Реверы» Потоцкого и Станислава Лянцкоронского.
В ночь с 2 на 3 января 1657 года 10-тысячное польское войско было внезапно атаковано шведским отрядом кавалерии (950 человек). При приближении главных сил шведского короля к Хойнице польские военачальники отступили в Накло, а 7 января вошли в Грохолин, где оставили под охраной королеву. Станислав Потоцкий и Станислав Лянцкоронский отказались продолжать поход на Гданьск. Один С. Чарнецкий со своей дивизией решил спасти польского короля. 8 января он из лагеря под Ксыней двинулся под Гданьск во главе 6-тысячной дивизии. Вначале С. Чарнецкий направился маршем в Торунь, собираясь перейти через Вислу и напасть на Пруссию. В этой ситуации Карл Х Густав, находившийся с войсками под Гданьском, двинулся против С. Чарнецкого, чтобы помешать ему переправиться. Но С. Чарнецкий смог переправиться на левый берег Вислы и двинулся на Быдгощ, а оттуда отправился на Цеханов. Король Карл Х Густав с частью шведской армии двинулся в Мариенбург, а фельдмаршал Густав Стенбок с главными силами должен был преследовать дивизию С. Чарнецкого.
1 февраля под Пшаснышем шведы уже догнали поляков, но С. Чарнецкий уклонился от боя и ушёл в Пултуск. Оттуда он с 2-тысячным отрядом двинулся маршем прямо в Гданьск. Фельдмаршал Г. Стенбок и шведский король не могли помешать его движению. 7 февраля С. Чарнецкий с отрядом прибыл в Гданьск. 9 февраля король Ян Казимир, сопровождаемый отрядом С. Чарнецкого, покинул Гданьск. Ян Казимир Ваза был вывезен в Калиш, а оттуда вскоре прибыл в Ченстохову.

### 1657 год

#### Вступление в войну Трансильвании
В 1657 году в войну между Швецией и Речью Посполитой вмешался князь Трансильвании Дьёрдь II Ракоци, союзник шведского короля Карла Х Густава. Трансильванский князь Дьёрдь II Ракоци, начиная с 1648 года, претендовал на польский королевский трон и вёл переговоры с запорожским гетманом Богданом Хмельницким, направленные против Речи Посполитой. Богдан Хмельницкий, недовольный заключением русско-польского двухлетнего перемирия и прекращением всех военных действий, вступил в тайные переговоры со шведским королём Карлом Х Густавом и трансильванским князем Дьёрдем Ракоци.
В декабре 1656 года в трансильванском городе Раднот послы Хмельницкого заключили секретный договор со Швецией, Бранденбургским государством и Трансильванией. Раднотский договор 1656 года стал ответной реакцией сторон на Виленское перемирие между Русским государством и Речью Посполитой.
В январе 1657 года в трансильванском городе Шомошваре между трансильванским князем Дьёрдем Ракоци, послами Швеции и Хмельницкого был заключён договор о разделе между тремя союзниками Речи Посполитой. Дьёрдь II Ракоци должен был получить титул короля Речи Посполитой, а также значительную часть польских владений: Малую Польшу, Великое княжество Литовское, Мазовию, Подляшье и Берестейщину. Шведский король Карл Х Густав получал во владение Великую Польшу, Королевскую Пруссию, Ливонию, Курляндию, Виленское и Троцкое воеводства. Секретный договор предусматривал создание независимого украинского государства по обоим берегам реки Днепра, включая в него территорию восточной Литвы в бассейнах рек Днепр, Сож и Припять. Сам Хмельницкий должен был получить титул «дидычного князя» (Великого князя) Княжества Руського, но смерть гетмана в августе 1657 не позволила реализовать эти планы, а после смерти Хмельницкого новый гетман Иван Выговский разорвал окончательно отношения с Россией, вел переговоры со Шведской империей, однако заключил с Речью Посполитой Гадячский договор и казаки вместе с поляками начали совместную борьбу с Москвой.
Карл Х Густав, Дьёрдь II Ракоци и Богдан Хмельницкий договорились о совместных военных действиях против Польши. Швеция соглашалась признавать трансильванского князя Дьёрдя Ракоци королём Речи Посполитой, если он выступит против наступающей польской армии. Шведские и трансильванские войска должны были объединиться между Краковом и Варшавой. Богдан Хмельницкий обещал Ракоци вспомогательный казацкий корпус в составе двенадцати тысяч человек. В соответствии с этим соглашением Богдан Хмельницкий в начале января 1657 года мобилизовал три казацких полка и приказал им собираться близ Белой Церкви[уточнить]. Наказным гетманом казацкого корпуса был назначен киевский полковник Антон Жданович. Оказавшись перед непосредственной опасностью новой военной коалиций (трансильванских, казацких и шведских) войск, Польша вновь активизировала свою дипломатическую деятельность. В феврале 1657 к Богдану Хмельницкому приезжал посол Станислав Беневский с целью склонить гетмана к решению вернуться под власть польской короны на основе подписания «вечного мира» и отозвать корпус Ждановича. Однако Хмельницкий не пошёл на такое соглашение, в то же время, гетман пытался сохранить отношения с Москвой.
В конце января 1657 года трансильванский князь Дьёрдь II Ракоци во главе двадцатипятитысячной армии, состоящей из венгров, немцев, трансильванцев, молдаван, сербов и валахов, предпринял вторжение из Трансильвании в Польшу. Дьёрдь II Ракоци с большой армией пересёк Карпатские горы и вторгся на территорию Речи Посполитой. Большую часть его армии составляли венгры, которых было 8-10 тысяч. Вначале трансильванский князь с армией вступил в Галицию и выступил под Львов, но не смог взять этот город. После этого Дьёрдь II Ракоци осадил и взял Перемышль.
Богдан Хмельницкий отправил на помощь Дьёрдю Ракоци 10-тысячный казацкий корпус под командованием киевского полковника Антона Ждановича. В феврале южнее Львова трансильванский князь Дьёрдь II Ракоци соединился с казацким вспомогательным корпусом под командованием Антона Ждановича, но осаждённый Львов отказался сдаваться. Солдаты Дьёрдя Ракоци и казаки Антона Ждановича беспощадно опустошали и грабили всё вокруг по мере своего продвижения в глубь польской территории. В марте соединённая трансильванско-казацкая армия двинулась на Краков. Во время своего наступления союзники опустошили Малую Польшу.
21 марта Дьёрдь II Ракоци занял город Тарнов. В Кракове находился шведский гарнизон (2500 человек) под руководством генерал-майора Пауля Вирца, оставленный шведским королём Карлом. В это же время Краков осаждал великий коронный маршал Ежи Себастьян Любомирский со своей дивизией. Узнав о подходе к городу трансильванского князя Дьёрдя Ракоци с большим войском, Ежи Себастьян Любомирский спешно снял осаду и отступил. 29 марта князь Дьёрдь II Ракоци со своим пятитысячным авангардом прибыл к Кракову и был впущен в город шведским гарнизоном. Город Краков, занятый шведами, переходил под верховную власть трансильванского князя Дьёрдя Ракоци.
Дьёрдь II Ракоци оставил в городе крупный гарнизон из двух с половиной тысяч человек под начальством Яна Бетлена. Шведский комендант Пауль Вирц с гарнизоном перешёл в краковский замок, а трансильванский гарнизон расположился в самом городе. Краковский комендант генерал-майор Пауль Вирц со своим гарнизоном присоединился к трансильванскому князю.
В январе 1657 года каштелян киевский Стефан Чарнецкий с 6-тысячной дивизией двинулся в Гданьск, блокированный шведской армией, чтобы вызволить из окружения польского короля Яна Казимира. Великий коронный гетман Станислав «Ревера» Потоцкий со своей дивизией (3500 человек) выступил в южные районы Польши, чтобы преградить дорогу трансильванскому князю Дьёрдю Ракоци. 20 февраля Станислав «Ревера» Потоцкий расположился со своей дивизией в Ярославе.
Великий коронный гетман Станислав «Ревера» Потоцкий не смог противостоять превосходящим силам Дьёрдя Ракоци и стал отступать на Янув Любельский, где столкнулся с отрядами трансильванского князя. В стычке под великим коронным гетманом была убита лошадь. Однако, Потоцкий смог уклониться от боя с главными силами Ракоци и двинулся через Красник, Ужендув, Белжыце, Люблин, откуда направился на Луков. 29 апреля под Лосице Потоцкий с польской дивизией соединился с литовским войском под командованием великого гетмана литовского Павла Яна Сапеги.
Узнав о вторжении своего трансильванского союзника Дьёрдя Ракоци в польские владения, шведский король Карл Х Густав во главе своей армии двинулся маршем из Пруссии на Польшу. 23 марта Карл с армией выступил из Торуня на соединение с Ракоци. 2 апреля Карл занял Пиотрков и двинулся маршем на Пшедбуж, Енджеюв, Пиньчув и Чмелюв, куда и прибыл 11 апреля. 12 апреля 1657 г. шведский король Карл Х Густав и трансильванский князь Дьёрдь II Ракоци соединили свои силы под Чмелювом для совместной борьбы против короля Речи Посполитой Яна Казимира Вазы.
В марте 1657 года польское правительство отправило новое посольство в Вену, чтобы склонить немецкого императора и австрийского эрцгерцога Леопольда Габсбурга к заключению военного союза против Швеции. В июне 1657 года был заключён военный договор между Австрией и Речью Посполитой, направленный против шведского короля Карла Х Густава. Немецкий император Леопольд выслал на помощь польскому королю Яну-Казимиру семнадцатитысячную австрийскую армию под предводительством фельдмаршалов Мельхиора фон Гацфельдта и Раймунда Монтекукколи.
Между тем шведы, трансильванцы и запорожские казаки беспощадно опустошали Малую Польшу. Оттуда шведский король Карл Х Густав и трансильванский князь Дьёрдь II Ракоци двинулись на Замостье, где находились в тюремном заключении Арвид Виттенберг и другие шведские военачальники, захваченные в плен после капитуляции Варшавы в 1656 году. Однако староста калушский Ян Замойский, владелец крепости, отказался сдаться и добровольно выдавать знатных шведских пленных. Союзники не стали тратить время на осаду первоклассной крепости и отправились под Люблин. Карл Х Густав и Дьёрдь II Ракоци взяли город и оставили в нём свои гарнизоны.
Из Люблина шведы, казаки и трансильванцы выступили на Брест. В Бресте находились польско-литовские полки под командованием великого коронного гетмана Станислава Потоцкого и великого гетмана литовского Павла Яна Сапеги, ожидавшие прибытия дивизии польного гетмана литовского Винцентия Гонсевского. При приближении противника Станислав Потоцкий и Павел Сапега покинули Брест, оставив в городе небольшой гарнизон. Великий гетман литовский Павел Ян Сапега с литовским войском выступил на Каменец в Подляшье, а великий коронный гетман Станислав «Ревера» Потоцкий с польской дивизией отошёл на Сандомир.
7 мая 1657 года польско-литовский гарнизон Бреста (700 человек) под командованием старосты брестского Мельхиора Савицкого капитулировал. Трансильванский князь Дьёрдь II Ракоци оставил в городе гарнизон (600 человек). Из Бреста шведский король Карл Х Густав и трансильванский князь Дьёрдь Ракоци выступили на Мазовию и осадили Варшаву.
Варшаву защищал гарнизон (1500−1800 человек) под командованием полковника Елизара Ласского. Польский гарнизон отразил три штурма, однако 9 июня 1657 года Варшава капитулировала. Дьёрдь II Ракоци и Карл Х Густав во главе союзной армии вступили в польскую столицу. Варшава была разграблена и сожжена, а шляхта, духовенство и горожане перебиты. Во время марша шведско-трансильванской армии по польской территории каштелян киевский Стефан Чарнецкий с 6-тысячной дивизией продолжал тревожить неприятеля внезапными и дерзкими нападениями. В середине июня великий коронный маршал Ежи-Себастьян Любомирский со своей 4-тысячной дивизией вторгся в Трансильванию и опустошил наследственные владения князя Дьёрдя Ракоци.
12 июня Карл Х Густав вместе со шведской армией под Варшавой отделился от Дьёрдя Ракоци и отправился на Торунь. По дороге шведские войска разорили и разграбили несколько польских городов.

#### Наступление коренного перелома в войне
В июне 1657 года в войну против Швеции на стороне Польши вступила Дания. Шведский король Карл Х Густав, получив 20 июня известие об объявлении войны, не сообщая своим союзникам о своих планах, стал форсированным маршем выводить свои войска из Польши, чтобы начать военные действия против Дании. Первоначально Карл Х Густав оставил на помощь трансильванскому князю Дьёрдю Ракоци корпус фельдмаршала Г. Стенбока. Однако уже 22 июня по королевскому указу Г. Стенбок со своим корпусом оставил Ракоци и двинулся из Польши в Померанию, чтобы в Щецине соединиться со своим королём. Одновременно Карл Густав вывел свои гарнизоны из Варшавы и других великопольских городов, направив их через Куявию в Померанию, опустошая польские земли. Уже 1 июля Карл был у Штеттина. 18 июля он, прекрасно вооружённый, подходил к голштинской границе. В конце июля король был уже в Ютландии, заняв её целиком. После этого он направился в Висмар.

#### Отступление трансильванцев и казаков

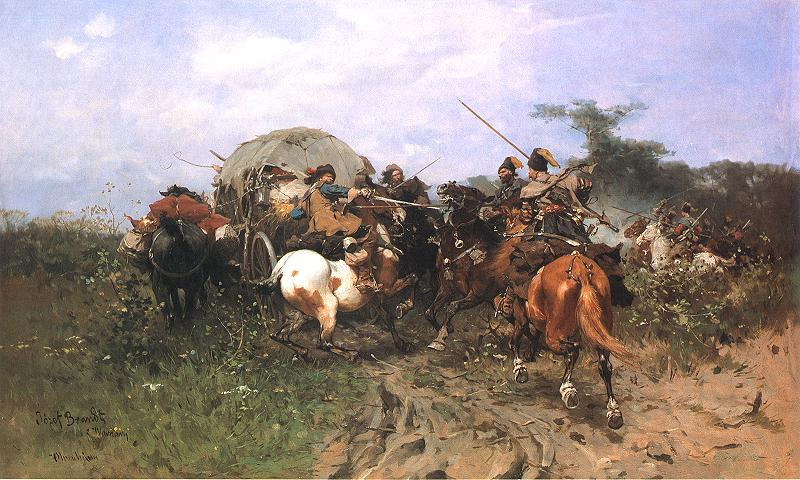
Юзеф Брандт. «Нападение казаков на шведский обоз», 1880 г.

Дьёрдь II Ракоци и Антон Жданович, оставшись без шведского короля, приняли решение поспешно отходить из Варшавы на Волынь и Подолию, чтобы собрать здесь большое войско. Под командованием князя Дьёрдя Ракоци оставалось 16 тысяч трансильванцев и 6 тысяч казаков.
Польский король Ян-Казимир Ваза приказал Стефану Чарнецкому, который со своей дивизией преследовал корпус Г. Стенбока, двинуться на Ченстохову, где к нему присоединились австрийские отряды[уточнить] и литовские хоругви под начальством польного писаря литовского князя Александра Полубинского. Под командованием Стефана Чарнецкого было собрано десятитысячное войско. На военном совете в Лацуте 7−8 июля было решено, что С. Чарнецкий со своей дивизией будет преследовать князя Дьёрдя Ракоци, тогда как дивизии Ежи-Себастьяна Любомирского и Станислава Потоцкого преградят противнику дорогу к отступлению в Трансильванию.
Между тем, трансильванцы и запорожские казаки переправились через реку Вислу под Завихостом.
Не дожидаясь конца осады Варшавы, С. Чарнецкий вместе со своей дивизией двинулся в погоню за отступающим трансильванским князем Дьёрдем Ракоци. 11 июля под Магеровом, к югу от Львова, Чарнецкий настиг и внезапно напал на Ракоци. Вначале авангард поляков захватил вражеский обоз, двигавшийся за войском без охраны. Ракоци отправил свой арьергард на поляков, которые были разбиты и отступили. Затем к Магерову прибыл С. Чарнецкий с главными силами и с марша ударил на трансильванцев и казаков. Польская атака заставила Ракоци отступить к Жолкве. Поляки одержали победу и перебили арьергард Ракоци, отбив у противника две тысячи возов.
12 июля польская дивизия вновь догнала врага во время переправы через реку Пелтву, загнав значительную часть сил Ракоци в болота. Многие трансильванцы утонули.
16 июля под Подгайцами С. Чарнецкий соединился с дивизией великого коронного гетмана Станислава «Реверы» Потоцкого и дивизией великого коронного маршала Ежи-Себастьяна Любомирского, который вернулся из Трансильвании, опустошив все родовые земли Дьёрдя Ракоци.
По пятам за отступающим противником также шли польско-литовские войска под командованием польного коронного гетмана Станислава Лянцкоронского и великого гетмана литовского Павла Сапеги.
Наказной гетман и киевский полковник Антон Жданович, участвовавший в походе князя Дьёрдя Ракоци, собирался и дальше оказывать ему поддержку, но его казаки, уставшие от войны и подавленные неудачами, были разгневаны. Когда союзники подошли к Меджибожу, казацкий корпус взбунтовался. Казаки стали угрожать смертью Антону Ждановичу, если тот попытается заставить их продолжать поход. В результате казаки оставили Ракоци и разошлись по домам. Трансильванский князь Дьёрдь II Ракоци, оставленный казаками, не имел ни малейшего шанса противостоять польско-австрийской армии.
20 июля под Чёрным Островом польско-литовские войска опять настигли и полностью окружили войско Дьёрдя Ракоци.
22 июля 1657 года Дьёрдь II Ракоци был вынужден сдаться и подписал мирный договор с Речью Посполитой. Он отказался от претензий на польский престол и обязывался заплатить огромную контрибуцию польскому правительству. Дьёрдь II Ракоци также обязался вывести свои военные гарнизоны из Бреста и Кракова.
В последующем отступающий со своим войском в Трансильванию Дьёрдь Ракоци был полностью окружён под Скалатом татарской ордой под командованием крымского хана Мухаммед-Гирея. Ракоци попытался вступить в мирные переговоры с крымским ханом, но его посланец был задержан. 31 июля 1657 года трансильванский князь Дьёрдь II Ракоци попытался вырваться из окружения, но был наголову разбит превосходящими силами крымского хана. Самому Ракоци удалось прорваться из окружения и вернуться в Трансильванию с небольшим отрядом личной охраны в 400 человек. После бегства трансильванского князя его главный военачальник Янош Кемени взял на себя командование войском. В непрерывных боях с крымцами трансильванцы добрались до Вишневчика, за Терембовлей, где оборонялись в своём обозе. 31 июля[уточнить] крымские татары разбили трансильванцев, взяв штурмом обоз противника. Во время штурма погибло пятьсот человек, а всё остальное войско в одиннадцать тысяч во главе с Яношем Кемени татары захватили в плен.
Чтобы оказать помощь польскому королю в борьбе против Швеции в августе 1657 года в Польшу также вступила 17-тысячная армия Священной Римской империи, состоявшая из австрийцев. Австрийцы двинулись на Краков, осаждённый дивизией Ежи Себастьяна Любомирского, где соединились с польскими войсками. Узнав об отступлении из Польши Дьёрдя Ракоци, на Краков выступил польский король Ян Казимир Ваза. Польско-австрийские войска осадили Краков, который ещё защищал шведский гарнизон (около 2500 человек) под командованием генерала Пауля Вирца и оставшийся трансильванский гарнизон (около 2500 человек) под командованием канцлера Яна Бетлена.
4 августа по указанию Ракоци трансильванский гарнизон под руководством Яна Бетлена сдался и 18 августа покинул Краков.

#### Борьба против Швеции и Бранденбурга
24 августа шведский комендант Пауль Вирц сдал Краков королю Речи Посполитой, получив право для себя и всего гарнизона на свободный выход из города, 31 августа шведский гарнизон вышел из Кракова и отошёл в Померанию.
4 сентября 1657 года польский король Ян Казимир Ваза во главе армии торжественно вступил в Краков, а 28 сентября сдался бранденбургский гарнизон в Познани, осаждённый великопольским ополчением под руководством воеводы подляшского Петра Опалинского, а затем бранденбургские гарнизоны покинули польские города Косьцян и Курник.
Шведские гарнизоны продолжали удерживать часть Королевской Пруссии с городами Мальборк, Эльблонг, Штум, Бродница, Глова, Грудзендз и Торунь. В Королевской Пруссии (Поморье) находилось 8 тысяч шведских солдат под командованием принца Адольфа Иоганна Пфальц-Цвейбрюккенского, младшего брата шведского короля Карла Х. 26 ноября 1657 года на военном совете в Познани польское командование решило продолжать борьбу против Швеции до полного изгнания шведских войск с территории Речи Посполитой.
Польский король Ян Казимир Ваза вступил в секретные переговоры с бранденбургским курфюрстом и прусским герцогом Фридрихом Вильгельмом. 19 сентября 1657 года в городе Велау был заключён польско-бранденбургский мирный договор, по условиям которого король Речи Посполитой отказывался от своих ленных прав на Восточную Пруссию в пользу курфюрста Фридриха Вильгельма.
6 ноября того же 1657 года состоялась встреча польского короля Яна Казимира Вазы и бранденбургского курфюрста Фридриха Вильгельма Гогенцоллерна в Быдгощи. Польша и Бранденбург заключили союзный договор, направленный против Швеции. Ян Казимир Ваза отказался от ленных прав на Восточную (Княжескую) Пруссию в пользу курфюрста бранденбургского Фридриха Вильгельма и его детей. При нападении врага на Речь Посполитую курфюрст Фридрих Вильгельм должен был прислать на помощь полякам шеститысячную вспомогательную армию. Польский король Ян-Казимир передал в наследственное владение своему союзнику, бранденбургскому курфюрсту прусскому герцогу Фридриху Вильгельму три пограничных польских города Драхим, Лемборк и Бытув с округами.
11 сентября после капитуляции Кракова 15-тысячная австрийская армия отправилась в Северную Польшу и в конце сентября расположилась лагерем в Плоцке. Польский король Ян-Казимир потребовал, чтобы австрийские союзники приступили к осаде Торуни. Однако австрийское командование не спешило выступать в Торунь и при приближении холодов отвело войска на зимние квартиры в Великопольше.
В конце сентября 1657 года воевода Стефан Чарнецкий с 4-тысячной польской дивизией двинулся маршем из Кракова на Великопольшу. Оттуда Стефан Чарнецкий со своей дивизией вторгся в Новую марку, принадлежавшую бранденбургскому курфюрсту Фридриху Вильгельму. В течение десяти дней польские отряды страшно опустошили и выжгли территорию Новой Марки. Враждебные действия Стефана Чарнецкого объяснялись тем, что он не знал о заключении польско-бранденбургского союзного договора.
23 октября С. Чарнецкий с пятитысячным войском из своего лагеря в Уйсце двинулся маршем через земли Новой Марки в поход на шведскую Померанию. С. Чарнецкий переправился через реку Одер и через Пасевальк двинулся на Щецин. По пути поляки опустошали шведские владения и осаждали город Иккермюнде, но не смогли его взять. Польские полки под предводительством С. Чарнецкого опустошили и разграбили окрестности Щецина. 12 ноября С. Чарнецкий вернулся из Померании в Польшу.
В октябре 1657 года польный гетман литовский Винцентий Корвин-Гонсевский вместе с 5-тысячной дивизией вторгся из Жемайтии в Ливонию. Литовские отряды взяли Киркхольм и окружили Ригу. Осадив город, литовцы разграбили его окрестности. К лету 1658 года литовские отряды заняли Гельмет, Вольмар и Роненбург и другие города в Ливонии.

### 1658 год
Летом 1658 года поляки и австрийцы возобновили военные действия в Королевской Пруссии. 2 июля 1658 года под Торунь прибыл австрийский корпус (3650 человек), который осадил город. Торунь защищал шведский гарнизон (2420 человек) под руководством генерал-майора Бартольда фон Бюлова. 26 июля после артиллерийского обстрела австрийские войска предприняли штурм и захватили городские предместья. 1 августа под город прибыл трёхтысячный польский корпус под командованием генерала артиллерии Кшиштофа Гродзицкого. Вскоре также прибыли полк кавалерии польного коронного писаря Яна Сапеги (1000 человек) и дивизия С. Чарнецкого (4 тысячи конницы). На помощь австрийцам и полякам двинулись из Пруссии бранденбургские силы под предводительством князя-магната Богуслава Радзивилла. В сентябре под Торунь подошли польские отряды под командованием нового польного коронного гетмана Ежи-Себастьяна Любомирского. Под Торунем сосредоточилось 18 700 поляков и 4600 австрийцев. В октябре начался массированный артиллерийский обстрел города. В ночь с 16 на 17 ноября союзники совершили генеральный штурм и захватили три бастиона. 30 декабря шведский гарнизон в Торуни капитулировал. Во время осады Торуня шведский гарнизон потерял убитыми и ранеными 1200 человек, а союзники — 1800 человек, в том числе 1500 поляков.
Во время осады Торуня польская конница (3 тысячи человек) под командованием А. Конецпольского вторглась в Королевскую Пруссию, захваченную шведскими войсками. Поляки блокировали шведские гарнизоны в Мальборке, Штуме, Грудзендзе и Броднице. Польским хоругвям в Королевской Пруссии помогали бранденбургские войска под командованием князя-магната Богуслава Радзивилла.
После взятия Торуня в январе 1659 года большая часть польской армии вернулась в Польшу. В Королевской Пруссии остался лишь корпус Криштофа Гродзинского (5780 человек). Вскоре К. Гродзинский отвёл свои силы на зимние квартиры в Куявию. В Восточной Пруссии находилось 7200 бранденбургских солдат.
В 1658 году польское правительство постановило отправить значительные военные силы (30 тысяч человек) в Беларусь и на Украину. Литовская дивизия под предводительством великого гетмана литовского Павла Яна Сапеги двинулась в Литву и Беларусь, польские дивизии под командованием великого коронного гетмана Станислава Потоцкого и польного коронного гетмана Ежи-Себастьяна Любомирского выступили на Украину. В Королевской Пруссии были оставлены 3-тысячный корпус К. Гродзинского, полк польного коронного писаря Яна Сапеги и дивизия С. Чарнецкого (3 тысячи конницы и драгун), бранденбургские полки под руководством прусского губернатора князя-магната Богуслава Радзивилла и австрийцы. Польный гетман литовский Винцентий Гонсевский с дивизией (около 5000 человек) сражался со шведскими войсками в Лифляндии.
Шведский король задумал заставить бранденбургского курфюрста Фридриха Вильгельма отказаться от заключённого военного союза с Речью Посполитой. 17 июня 1658 года шведские отряды высадились на Балтийской косе в Восточной Пруссии, но вскоре были разгромлены бранденбургско-польскими войсками.
В конце лета 1658 года шведский король Карл X Густав предпринял новый военный поход против датского короля Фредерика III, который, получив помощь от Голландии, отказался выполнять условия мирного договора. Во главе десятитысячной армии Карл Х Густав высадился на датских островах. 9 августа шведские войска вновь появились под стенами Копенгагена, а шведский флот под командованием адмирала Карла Густава Врангеля блокировал столицу Дании со стороны моря. Копенгаген оборонял датский гарнизон (7500 человек).
В сентябре 1658 года на помощь Дании выступили австрийская армия (10 600 человек) под командованием фельдмаршала Раймунда Монтекукколи, бранденбургская армия (14 500 человек) под руководством курфюрста Фридриха Вильгельма и польская дивизия (4500 человек) под предводительством С. Чарнецкого. Объединённая австро-бранденбургско-польская армия (29 600 человек) под верховным командованием Р. Монтекукколи в конце сентября переправилась через Одер и выступила через шведскую Померанию и Мекленбург на Ютландию.
24 сентября С. Чарнецкий с дивизией переправился через реку Одер и 16 октября вступил в Шлезвиг. Союзники вторглись в Голштинию и заняли Ютландский полуостров, не сумев захватить крепость Фредериксолде. На помощь Копенгагену прибыла голландская эскадра под командованием адмирала Якоба ван Вассенара. 29 октября 1658 года в морском сражении в проливе Зунд голландский флот (35 кораблей) разбил шведский флот (45 кораблей). Шведский адмирал, граф Карл Густав Врангель, потеряв пять кораблей, укрылся в Ландскруне. Голландская эскадра вскоре блокировала шведский флот в порту Ландскруне, и осада Копенгагена со стороны моря прекратилась.
Шведский король оказался в тяжёлом положении, так как шведская армия оказалась блокированной на датских островах. Ему пришлось в связи с прибытием голландской флотилии снять осаду Копенгагена и отступить в свой укреплённый лагерь неподалёку от датской столицы.
Вслед за дивизией Чарнецкого польское правительство выслало в Данию польские отряды под предводительством Петра Яна Опалинского и Криштофа Жегоцкого. В декабре 1658 года Стефан Чарнецкий отличился при осаде датской крепости Кольдинг. 23−25 декабря тысячный польский отряд (500 человек конницы и 500 человек пехоты) во главе со С. Чарнецким осадил и взял штурмом Кольдинг, разбив 2-тысячный шведский гарнизон. Король Швеции Карл X Густав попытался вернуть крепость Кольдинг, но поляки отбили атаку шведского десанта.

### 1659 год
В феврале 1659 года шведский король предпринял новую атаку на Копенгаген. В ночь на 12 февраля он пошёл на штурм датской столицы. Но успеха шведы не добились, так как защитники города знали о готовящемся приступе и сумели к нему хорошо подготовиться.
Тем временем бранденбургский курфюрст Фридрих Вильгельм, принявший на себя главное командование союзными войсками, к весне подготовил сильную десантную экспедицию на датские острова. Союзники собрались у Фленсбурга, куда было стянуто большое количество транспортных судов. Курфюрст Фридрих Вильгельм ожидал только подхода теперь уже союзного голландско-датского флота для прикрытия десантной экспедиции от шведских войск. Шведский флот направился к Фленсбургу с целью уничтожить десантные суда союзников.
Но южнее острова Лангеланна шведы были встречены голландско-датским флотом, гораздо более сильным. Шведский флот отступил, потеряв два корабля. Тогда король Карл X Густав приказал сосредоточить свой военный флот у берегов Померании и перейти к активным действиям. В начале апреля шведская эскадра блокировала союзный голландско-датский флот во Фленсбург-фьорде. Теперь море оказалось в полной власти шведов.
Карл X Густав не замедлил воспользоваться победой шведского флота. Шведские войска оккупировали датские острова Лолланн и Фальстер. В такой обстановке голландский флот, большая часть которого находилась под Копенгагеном, решил перекрыть пути между островами Дании.
Но голландский адмирал Якоб ван Вассенар вынужден был отказаться от задуманного плана. В апреле 1659 года в пролив Зунд прибыла английская эскадра (60 кораблей) под командованием адмирала Эдварда Монтегю. Несмотря на это, голландский флот отплыл на помощь голландско-датской эскадре, блокированной шведским флотом во Фленсбург-фьорде. 30 апреля в морском сражении голландцы вынудили шведскую эскадру отступить в Ландскруну. Вскоре к берегам Дании прибыла вторая голландская эскадра под командованием адмирала Михаэля де Рюйтера.
В мае 1659 года бранденбургский курфюрст Фридрих Вильгельм продолжил военные действия против шведских войск. 17 мая пала датская крепость Фредериксодде, которую защищал шведский гарнизон. Союзники захватили датский остров Фенэ, но их попытка высадиться на острове Фиония закончилась полной неудачей, при этом они лишились почти всех транспортных судов. Поскольку положение шведов на острове Фиония было опасным, то король Карл X Густав вызвал из Ландскруны шведский флот с десантом на борту. Десант был высажен, а шведский флот после встречи с голландцами, которые не решились в присутствии английской флотилии атаковать шведов, благополучно вернулся в Ландскруну.
Фридрих Вильгельм Бранденбургский, командовавший союзными войсками, подготовил новую десантную операцию на остров Фиония. Шведский король узнал об этом, и из Ландскруны вышел отряд кораблей. У острова Зеландия произошёл морской бой, в котором шведский отряд сжёг все суда противника. После этого шведские корабли напали на порт Оргус и потопили там ещё тридцать судов союзников.
В августе 1659 года Карл X Густав окончательно отклонил посредничество европейских держав в войне, и английский флот покинул датские воды. Это развязало руки голландцев. В ходе широкой десантной операции в разных местах Дании при поддержке голландского флота высадились союзные отряды. 24 сентября у города Нюборга произошло ожесточённое сражение, в котором 5-тысячная шведская армия была разбита. Союзники захватили остров Фиония.
В январе 1659 года Карл X Густав и шведское командование разработали план двухстороннего наступления на Королевскую и Княжескую Пруссию. С запада должен был наступать генерал-лейтенант Пауль Вирц вместе с корпусом из Щецина. С ним должны были соединиться шведские гарнизоны из Мальборка и Эльблонга, которыми руководил принц Адольф Иоганн Пфальц-Цвейбрюккенский. С востока должен был наступать фельдмаршал Роберт Дуглас, который вместе со своим отрядом должен был пройти через Жемайтию и Восточную Пруссию. Шведское нападение на Восточную Пруссию и разорение её территории должны были принудить бранденбургского курфюрста Фридриха Вильгельма к заключению сепаратного мира со Швецией.
В январе 1659 года генерал-губернатор Померании Пауль Вирц собрал в Дебжно 2 тысячи рейтар и выступил маршем на Польшу. В это же время принц Адольф Иоганн с отрядом (1500 кавалерии и 700−800 пехоты) двинулся из Мальборка. В начале февраля принц Адольф Иоганн Пфальц-Цвейбрюккенский осадил, взял приступом Хойницу и сжёг город. Под Чарне П. Вирц соединился с Адольфом Иоганном. 9−10 февраля шведы осаждали Члухув, однако польский гарнизон при поддержке горожан и окрестных крестьян отбил атаки противника. Затем шведы взяли города Свеце и Хелмно, вторглись в Восточную Пруссию, где захватили Квидзын, Залево, Милаково и Моронг. Оттуда Адольф Иоганн со своим отрядом вернулся в Мальборк, по пути взяв Тчев. Однако П. Вирц со своим отрядом пока оставался в Пруссии.
На помощь бранденбуржцам двинулся из Торуня польский отряд под командованием генерала артиллерии Кшиштофа Гродзинского. П. Вирц со своим корпусом вынужден был отойти из Пруссии в Померанию.
В августе 1659 года большое польское войско (12 600 человек) под предводительством нового польного коронного гетмана Ежи Себастьяна Любомирского двинулось в поход на Королевскую Пруссию. 28 августа польские полки осадили и взяли штурмом Грудзендз, а затем принудили к капитуляции шведский гарнизон в городском замке.
В августе того же года 30-тысячное объединённое австро-бранденбургское войско выступило в новое наступление на шведскую Померанию. 4 сентября С. Чарнецкий со своей дивизией выступил из Дании на свою родину. 20 октября С. Чарнецкий вернулся в Польшу, расположив свою дивизию на зимние квартиры в Великопольше. Польско-бранденбургские войска блокировали шведские гарнизоны в прусских замках Глова, Бродница, Мальборк, Эльблонг. 22 декабря 1659 года шведский гарнизон в Глове капитулировал, затем сдалась полякам крепость Бродница. Лишь хорошо укреплённые замки Мальборк и Эльблонг, осаждённые поляками, оставались в руках шведов вплоть до заключения Оливского мира в мае 1660 года.

#### Действия в Курляндии
18 мая 1659 года в Курляндии обозный литовский Самуил Комаровский с литовской дивизией разгромил в сражении под Шкудами шведское войско под предводительством фельдмаршала Роберта Дугласа.
В августе в итоге блокады Самуил Комаровский взял город Кулдигу. В сентябре-октябре литовские хоругви князя Александра Полубинского заняли курляндские города Виндаву и Шкрынду. 24 ноября 1659 года великий обозный литовский Михаил Пац, возглавивший дивизию после смерти Самуила Комаровского, осадил Митаву, столицу Курляндии. Шведский гарнизон в Митаве капитулировал 8 января 1660 года. После этого Михаил Пац осадил город Бауск, но не сумел его взять до конца войны.
После поражения и высадки союзных войск в Дании шведский король Карл X Густав вынужден был начать мирные переговоры со своими противниками — Данией, Священной Римской империей, Бранденбургом и Речью Посполитой.

### 1660 год
13 февраля 1660 года 37-летний Карл X Густав, заболев лихорадкой, скончался в Гётеборге. 23 февраля новым королём Швеции стал 4-летний Карл XI (1660−1697), единственный сын и наследник Карла Х Густава. Страной стал управлять регентский совет под руководством Магнуса Делагарди.
3 мая 1660 года в Оливском монастыре, под Гданьском, был заключён Оливский мирный договор между Речью Посполитой, Австрией и Бранденбургом, с одной стороны, и Швецией, с другой. На переговорах шведскую делегацию возглавляли граф Бенгт (Бенедикт) Оксеншерна (уже канцлер) и ливонский генерал-губернатор граф Магнус Делагарди. Во главе польско-литовской делегации стояли великий коронный канцлер Николай Пражмовский, великий литовский канцлер Криштоф Сигизмунд Пац, воевода познанский Ян Лещинский, рефендарь коронный Ян Морштын, надворный коронный подскарбий Владислав Рей и староста гнезненский Ян Гнинский.
По условиям Оливского мира король Речи Посполитой Ян II Казимир отказался от всех претензий на шведскую корону. За Швецией были закреплены Эстония и большая часть Ливонии, кроме Курляндии, которая осталась в вассальной зависимости от Речи Посполитой, и польских Инфлянтов. Польша и Швеция подтвердили независимость Пруссии от Речи Посполитой.
Одним из важнейших следствий шведского потопа было полное сворачивание польской реформации и изгнание из страны множества протестантов, до того в течение полутора столетий игравших исключительно важную роль в польском просвещении и культуре. Протестанты остались, в основном, в Королевской Пруссии и соседних землях и в Великом княжестве Литовском.

## Шведский потоп в литературе и кино
Польский писатель Генрик Сенкевич положил события данного периода в основу исторического романа «Потоп» (1886 г.), сделав акцент на освободительной борьбе польского народа против шведских захватчиков. В 1974 году польский режиссёр Ежи Гофман снял по книге одноимённый фильм.